# American Motors
American Motors Corporation (AMC) — американская автомобилестроительная корпорация, существовавшая с 1954 по 1987 год.
Компания была образована 14 января 1954 года в результате объединения двух небольших автопроизводителей Nash-Kelvinator Corporation и Hudson Motor Car Company. На тот момент это было крупнейшее слияние компаний в США.
Под руководством Джорджа У. Мэйсона, намеревавшегося извлечь максимальную выгоду от использования сильных сторон обеих компаний, AMC сосредотачивается на выпуске компактных малолитражных автомобилей, конкурируя с «Большой детройтской тройкой» (General Motors, Ford и Chrysler). Первой такой машиной являлся Rambler, впоследствии ставший третьим по популярности автомобилем в США.
В 1960-х годах компания, руководимая Роем Эбернети, неожиданно меняет вектор развития и приступает к производству крупных автомобилей. Эта стратегия оказалась крайне неудачной, и после получения значительных убытков фирма возвращается к выпуску малолитражек. В конце 1960-х — начале 1970-х годов American Motors выпускает спортивные модели Javelin и AMX.
В 1970 году AMC приобретает Kaiser Jeep (выпуск внедорожников) как дополнение к существующим автомобилям бизнес-класса. Однако в связи с увеличением расходов компания сосредотачивается на выпуске линий Jeep и AMC Hornet. К концу 1970-х годов компании удалось внедрить ряд инноваций в автомобильную промышленность; так, в 1979 году появился полноприводной AMC Eagle, считающийся одним из первых кроссоверов.
С начала 1980-х годов AMC активно сотрудничает с Renault, пытаясь получить необходимый капитал для своего дорогостоящего производства малолитражных машин. В 1983 году Renault приобретает контрольный пакет акций AMC, после чего прекращается выпуск всех моделей, за исключением Eagle, Jeep, а также моделей Renault.
9 марта 1987 года, ввиду ухудшающегося положения обеих компаний, Renault продаёт AMC корпорации Chrysler. Производство AMC и Renault в США окончательно прекращается, а Jeep и Eagle становятся отдельными дочерними компаниями Chrysler.

## История

### 1950-е: объединение компаний и продукции
Мэйсон, как архитектор слияния, считал, что выживание небольших независимых автомобильных производителей возможно только в случае объединения их в единую компанию, способную на равных конкурировать с «Большой тройкой» — General Motors, Ford и Chrysler. «Ценовая война 1953—1954 годов», которую вели Ford и GM, оказала разрушительное воздействие на маленькие автомобильные фирмы. Также одной из причин слияния Nash и Hudson стало сокращение расходов и укрепление торговых связей для возможности выдерживания острой конкуренции с машинами «Тройки».

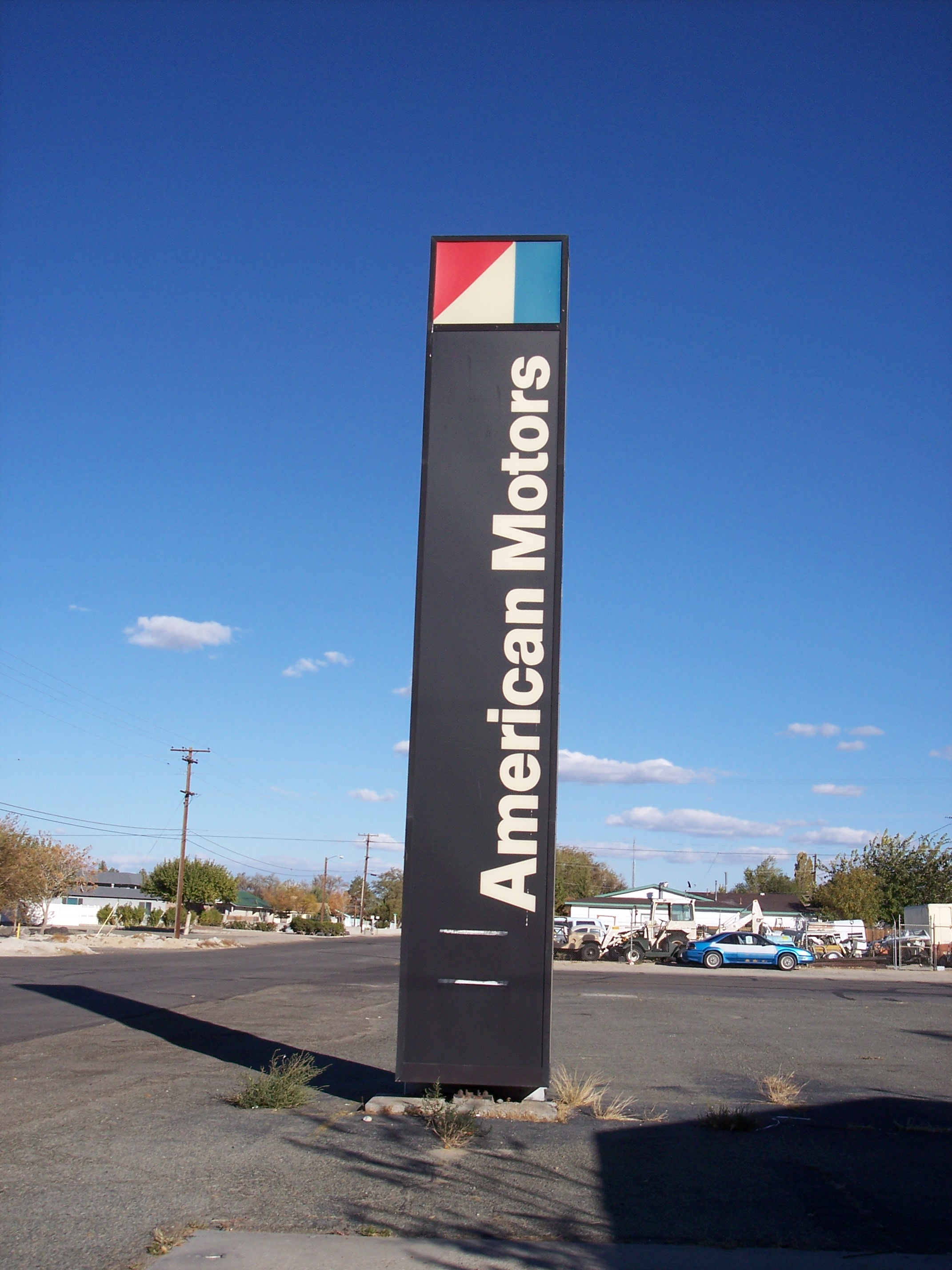
Логотип American Motors

В январе 1954 года Nash-Kelvinator Corporation начинает процесс слияния с Hudson Motor Car Company для формирования American Motors. Сделка представляла собой прямую передачу акций и завершилась весной 1954 года. В результате образовалась четвёртая крупнейшая автомобилестроительная компания в США с активами стоимостью 355 млн $ (2,9 млрд $ по ценам 2011 года) и оборотным капиталом более чем 100 млн $. Генеральный директор Hudson А. Э. Бэрит в новой компании стал консультантом и членом совета директоров. Президентом и главным исполнительным директором стал глава Nash Джордж Мэйсон.
Объединение позволило снизить цены на модели Wasp в среднем на 155 $, а на более дорогие Hornet — на 204 $. После слияния, прибыль AMC в течение первых трёх месяцев 1955 года составила 1 592 307 $ (13,1 млн $ в ценах 2011 года). За тот же период прошлого года, сальдо фирмы было отрицательным, убытки составляли 3 848 667 $ (31,4 млн $ в ценах 2011 года).

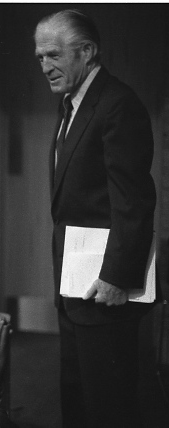
Джордж У. Ромни

После смерти Мэйсона в 1954 году, его преемником стал Джордж У. Ромни. По иронии судьбы, в 1948 году Ромни предлагали место главного директора в Packard или второе место в Nash. Хотя Packard предлагал бо́льшую зарплату, Ромни перешёл в Nash к Мэйсону, так как считал последнюю компанию более перспективной. Президент S-P Джеймс Нэнси отказался рассматривать вопрос об объединении, если ему не будет передано место главы (Мэйсон и Нэнси были давними конкурентами, возглавляя фирмы Kelvinator и Hotpoint соответственно). Через неделю после смерти Мэйсона он заявил, что не будет ни прямого ни косвенного объединения.
Продажи Rambler продолжали расти в течение 1950-х годов, отчасти из-за сосредоточения American Motors на рекламе и продвижении компактных автомобилей на рынке. В числе спонсоров оказался популярный телесериал «Walt Disney anthology», разместивший одну из машин в тематическом парке Диснейленда в Анахайме, штат Калифорния. Джордж Ромни лично следил за создание телевизионных рекламных роликов Rambler.
В то время, как «Большая тройка» концентрируется на производстве крупных полноразмерных автомобилей, AMC следует стратегии противопоставления своих машин «прожорливым динозаврам» («gas-guzzling dinosaurs»). Под руководством Джорджа Ромни компания сосредотачивается на производстве компактных, экономичных машин за 20 лет до их массовой популярности. Основами стратегии являлись: 1) унификация и использование общих комплектующих продукции AMC; 2) неучастие в «гонке рестайлинга», проводимой «Тройкой». Подобная экономическая политика позволила Rambler занять твёрдую нишу на рынке компактных машин. Представители компании, убеждённые в грядущих изменениях на рынке, в 1959 году объявили о расширении основного завода в Кеноше стоимостью $10 млн (75,3 млн $ в ценах 2011 года), увеличив тем самым производственные мощности с 300 тыс. до 440 тыс. автомобилей. В письмах к акционерам заявлялось, что внедрение новых компактных автомобилей AMC позволит положить конец господству крупных машин в США и достигнет выпуска небольших экономичных машин до 3 млн штук в 1963 году.
American Motors начинает эксперименты с автомобилями не на бензиновом топливе. 1 апреля 1959 года AMC и Sonotone Corporation объявили о совместной разработке автомобиля, приводимого в движение самозаряжающейся солнечной батареей. Sonotone имела технологию изготовления никель-кадмиевых аккумуляторов, заряжаемых легче и быстрее, чем типичные свинцово-кислотные.
Автомобили AMC стали частыми победителями Mobil Economy Runs В 1959 году AMC нанимает дизайнера Ричарда А. Тига, ранее работавшего в General Motors, Packard и Chrysler. После ухода Эдмунда Э. Андерсона в 1961 году, Тиг становится сначала главным конструктором, а затем, в 1964 году, вице-президентом компании.

### Продукция 1950-х годов

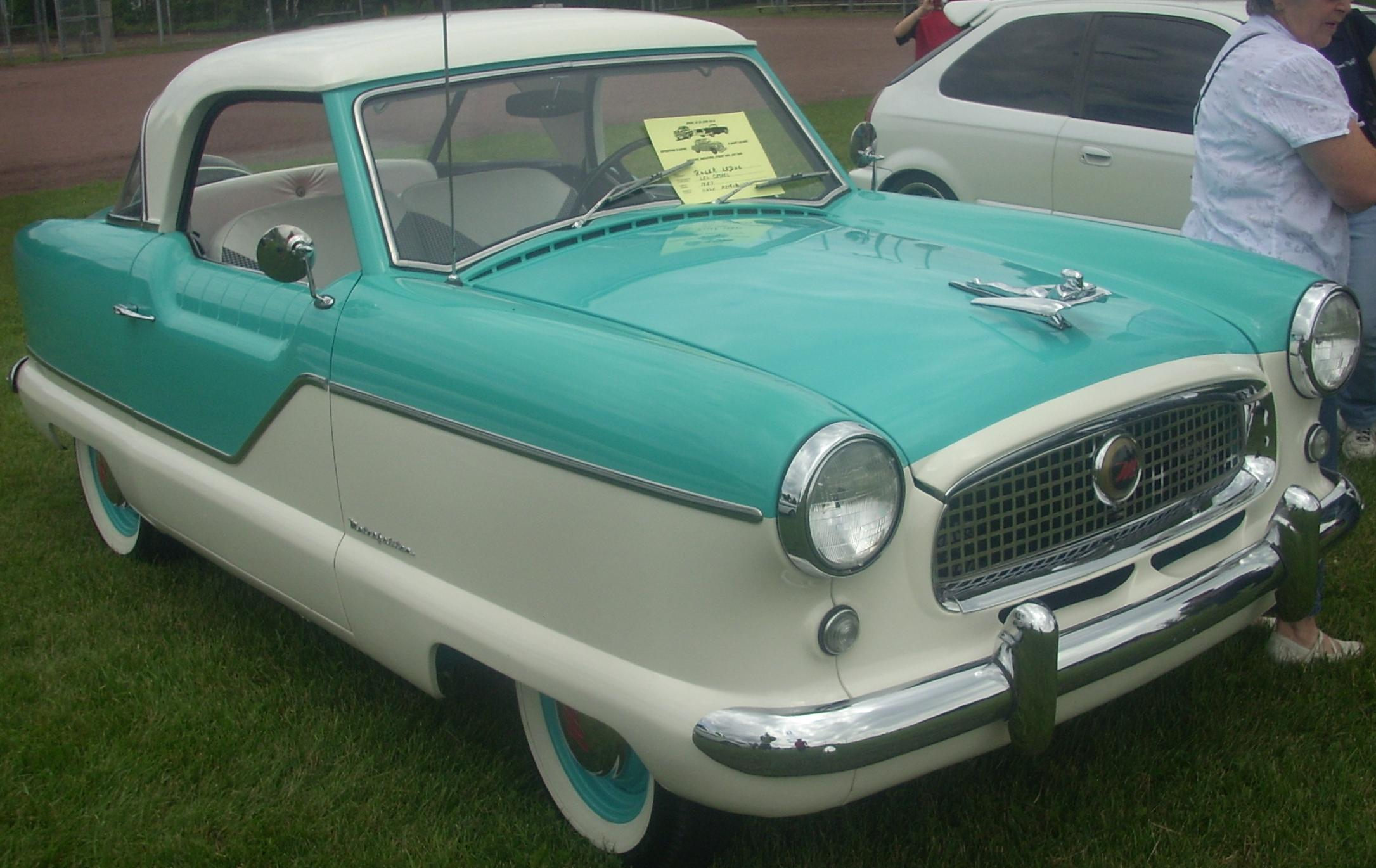
Nash Metropolitan

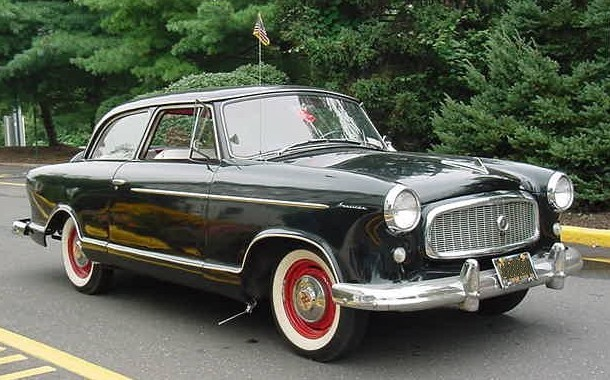
Rambler American

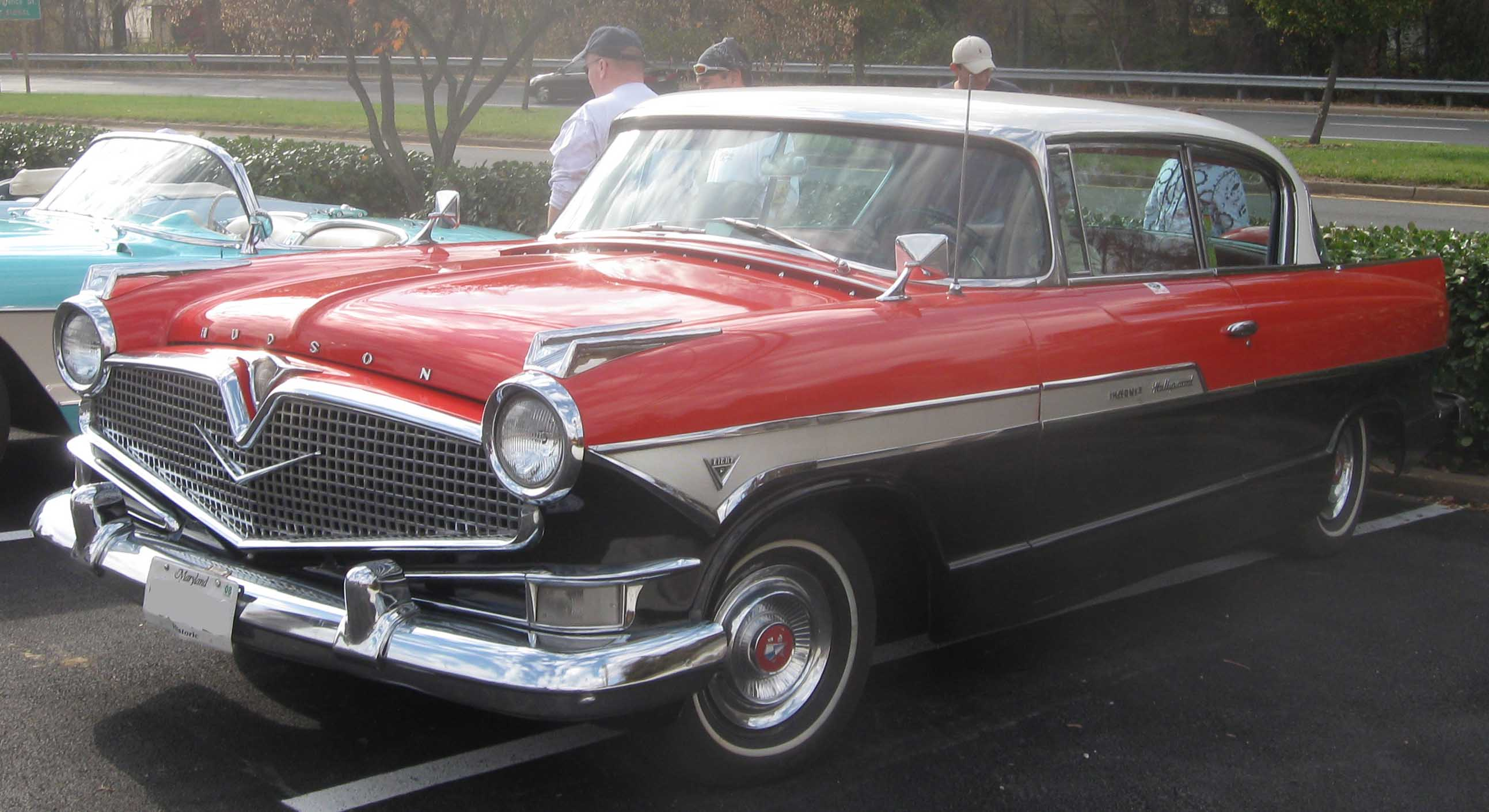
Hudson Hornet Hollywood второго поколения, 1957 год

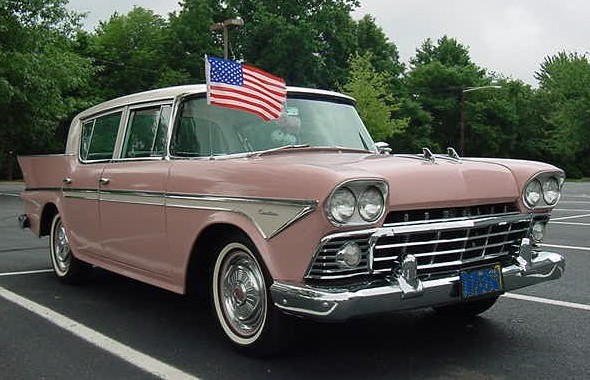
Седан Rambler Six 1958 года

Первоначально продукцией American Motors в 1955 году являлись прежние модельные ряды Nash и Hudson; при этом создавались отдельные дилерские сети. Дизайн автомобилей Hudson был переработан, с тем, чтобы соответствовать более современному стилю машин Nash.
Мэйсон в неформальных переговорах с Джеймсом Нэнси, главой Packard, намеревался закупать автоматические трансмиссии и V8-двигатели Packard для продукции AMC. В 1954 году Packard поглотил Studebaker. Новая Studebaker-Packard Corporation (S-P) выпускала 5,2-литровые V8-моторы с автоматической трансмиссией Ultramatic, которыми оснащались выпускаемые AMC модели Nash Ambassador и Hudson Hornet.
Ромни согласился с обязательствами своего предшественника Мэйсона о закупке комплектующих S-P. В свою очередь, Мэйсон и Нэнси договорились о приобретении S-P комплектующих AMC, однако S-P позднее отказалась от сделки. Поскольку двигатели и трансмиссии Packard были сравнительно дорогими, AMC начала разработку собственного V8-двигателя. В середине 1956 года 5,8-литровый V8-двигатель Packard и трансмиссия TwinUltramatic были заменены на новый мотор АМС V8 и трансмиссии от GM — Hydra-Matic и Borg-Warner.
Быстро раскупаемая модель Rambler сначала продавалась под торговыми марками Nash и Hudson. Также, как и в случае с моделью Metropolitan, они различались между собой только шильдиками, колёсными колпаками и другими мелкими деталями отделки.
Линия полноразмерных автомобилей Nash, состоявшая из моделей Statesman и Ambassador, подверглась рестайлингу. Они стали «новыми» Hudson Wasp и Hudson Hornet второго поколения. Хотя эти автомобили имели одинаковый кузов, они отличались друг от друга также, как например, Chevrolet и Pontiac. Hudson Hornet продолжал использовать рядный 6-цилиндровый двигатель объёмом 5,0 л, принёсший ему неоднократные победы и статус чемпиона в гонках NASCAR в начале 1950-х годов; Wasp оснащалась 3,3-литровыми двигателями мощностью 120 л. с.
Nash Ambassador и Statesman по-прежнему имели моторы с расположением клапанов в блоке цилиндров — нижнеклапанные (L-head) и верхнеклапанные (OHV). Крышки багажника новых Nash и Hudson были взаимозаменяемы, однако кузовные панели, задние стёкла, тормозная система и подвеска сильно различались. Плавность хода, а также экономичность и видимость Hudson Hornet и Wasp улучшились вследствие использования унифицированных комплектующих Nash.
В 1956 модельном году добавлен новый автомобиль «компактного» класса тех времён — Rambler Six, на который руководством компании (Джорджем Ромни в частности) возлагались большие надежды. В конце 1956 года добавлена модификация с V8-двигателем собственного производства.
Начиная с 1958 модельного года торговые марки Nash и Hudson упраздняются. Основной маркой компании становится Rambler. Медленные продажи собираемого в Великобритании малолитражного Nash Metropolitan под собственным отдельным брендом продолжались до 1962 года. Прототип Nash Ambassador/Hudson Hornet 1958 года, созданный на платформе Rambler, был переименован в Rambler Ambassador.
Для завершения модельного ряда, AMC повторно вводит старую 100-дюймовую (2540 мм) колёсную базу Nash Rambler 1955 года для нескольких модификаций нового Rambler American. В итоге, в 1958 году модельный ряд компактных машин Rambler состоял из модели American (колёсная база — 2500 мм), Six, Rebel V8 и Ambassador (колёсная база — 2743 мм).

### 1960-е: смена направления

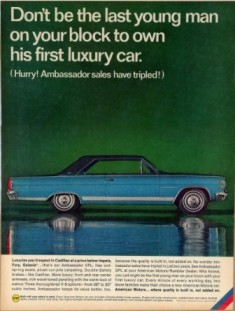
Рекламный плакат нового AMC Ambassador 1966 года

К 1964 году производство автомобилей Studebaker прекратилось в США, а в 1966 году — в Канаде. Производителями автомобилей в Северной Америке помимо «Детройтской Тройки» и AMC, являлись также Kaiser Jeep, International Harvester, Avanti и Checker.
В начале 1960-х годов, продажи входящих в моду компактных автомобилей AMC сохранялись на самом высоком уровне за всю историю компании. В 1960 и 1961 года AMC занимала третье место по продажам автомобилей в США. Стратегия Ромни оказалась успешной, компания полностью выбралась из долгов. Благодаря финансовым успехам, компания заключила 26 августа 1961 года соглашение с профсоюзом United Auto Workers о новом плане распределения прибыли. Новые трёхлетние трудовые договоры включали ежегодное повышения заработной платы. Однако в 1962 году Ромни подал в отставку с поста главы компании, чтобы баллотироваться в губернаторы штата Мичиган. Его преемником стал исполнительный директор AMC Рой Эбернети.
Эбернети считал необходимым пересмотреть стратегию с тем, чтобы привлечь покупателей более дорогих и крупных автомобилей.
Продолжающаяся конкуренция с «Большой тройкой» означала ежегодные увеличения затрат. Менеджеры American Motors надеялись предотвратить падение продаж, вводя в производство новые модели. В 1966 году были введены новые полноразмерные и среднеразмерные модели. Однако новая стратегия Эбернети не сработала, продажи новых Rebel и Ambassador резко упали; также стали ходить слухи о скором крахе компании.
9 января 1967 года Эбернети отстранён от должности главы компании и его место занимает Рой Д. Чапин-младший (сын одного из основателей Hudson Motors — Роя Д. Чапина-старшего). Чапин немедленно вносит изменения в стратегию, вновь сосредоточив своё внимание на рынке малолитражных машин. Первым решением Чапина стало снижение цены на Rambler на $200. Одной из основных инновационных идей являлась оснащение кондиционерами модели Ambassador 1968 года в любых комплектациях, таким образом AMC стала первым автопроизводителем США, устанавливающим кондиционеры на автомобили в качестве стандартного оборудования, опередив даже такие престижные марки, как Lincoln, Imperial и Cadillac.

### Продукция 1960-х годов

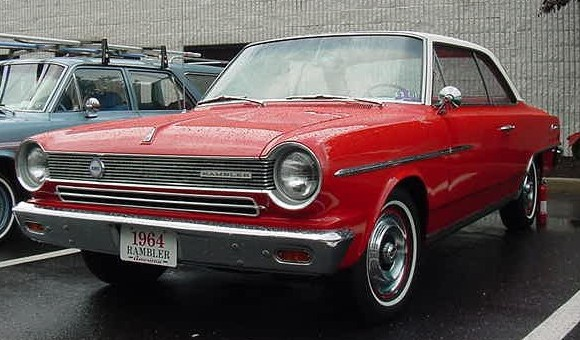
Rambler American 440-H 1964 года

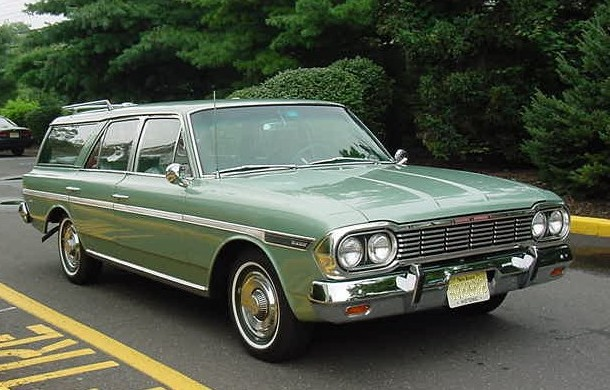
Rambler Classic 770 1964 года

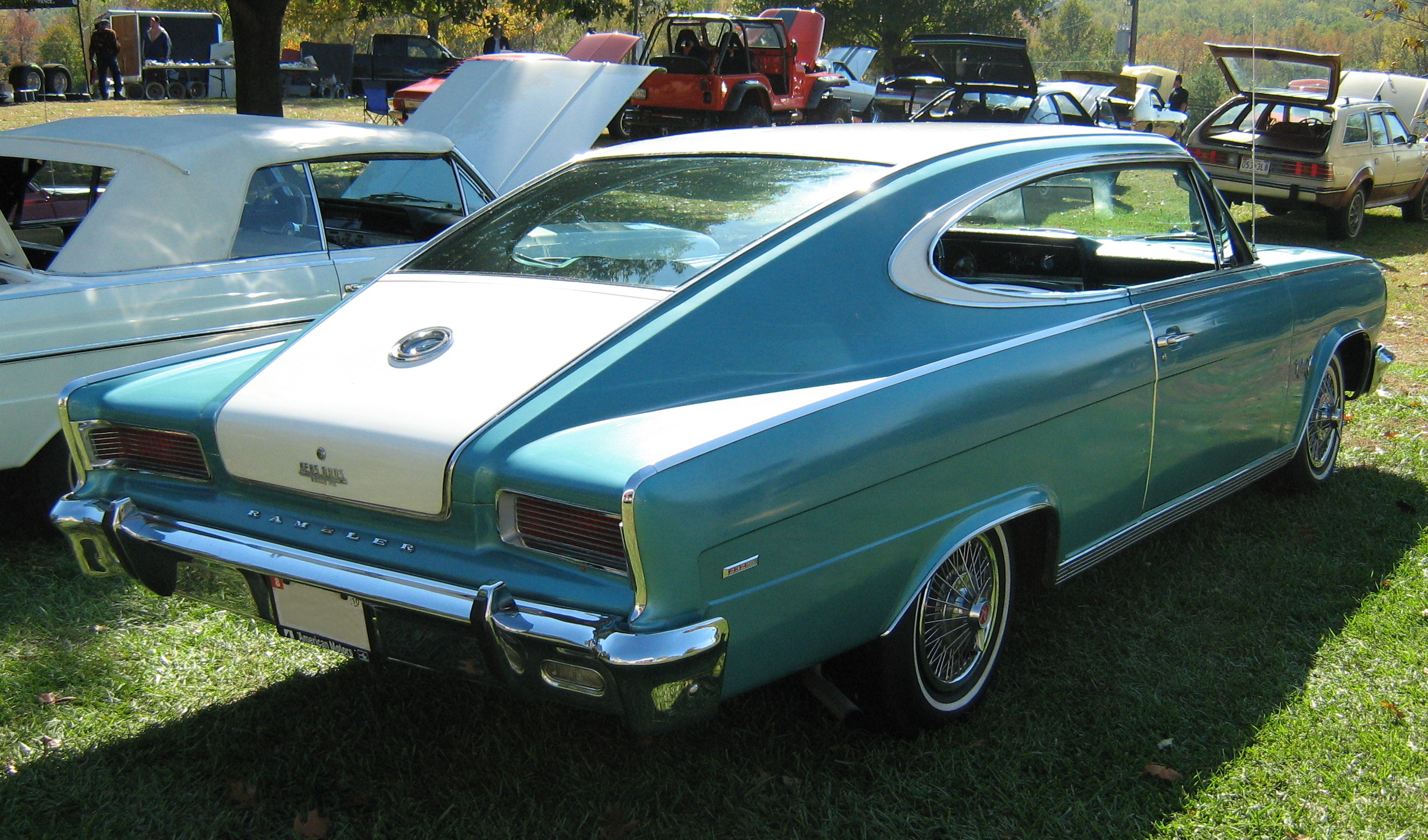
Фастбэк Marlin 1965 года

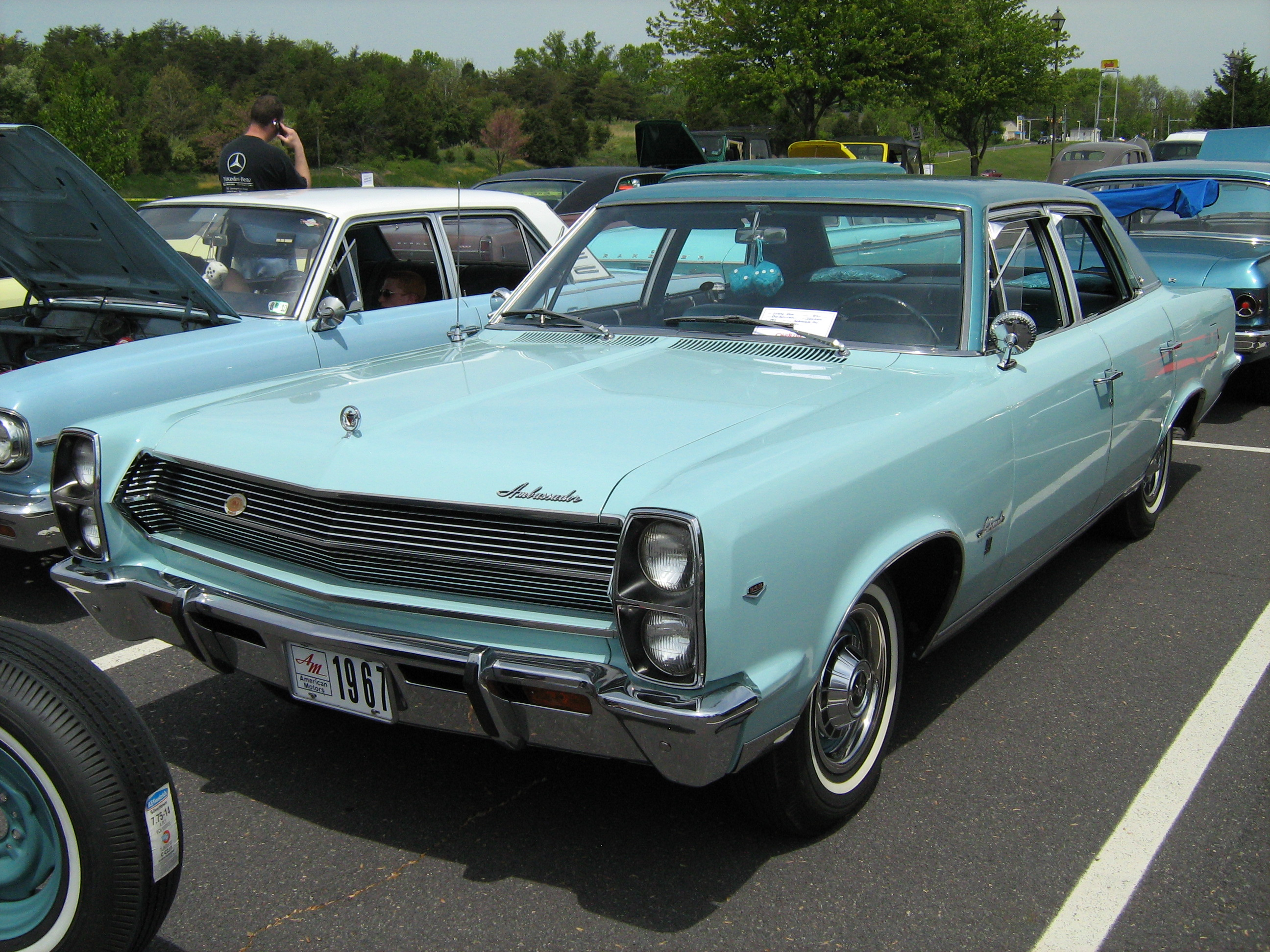
Ambassador 990 1967 года

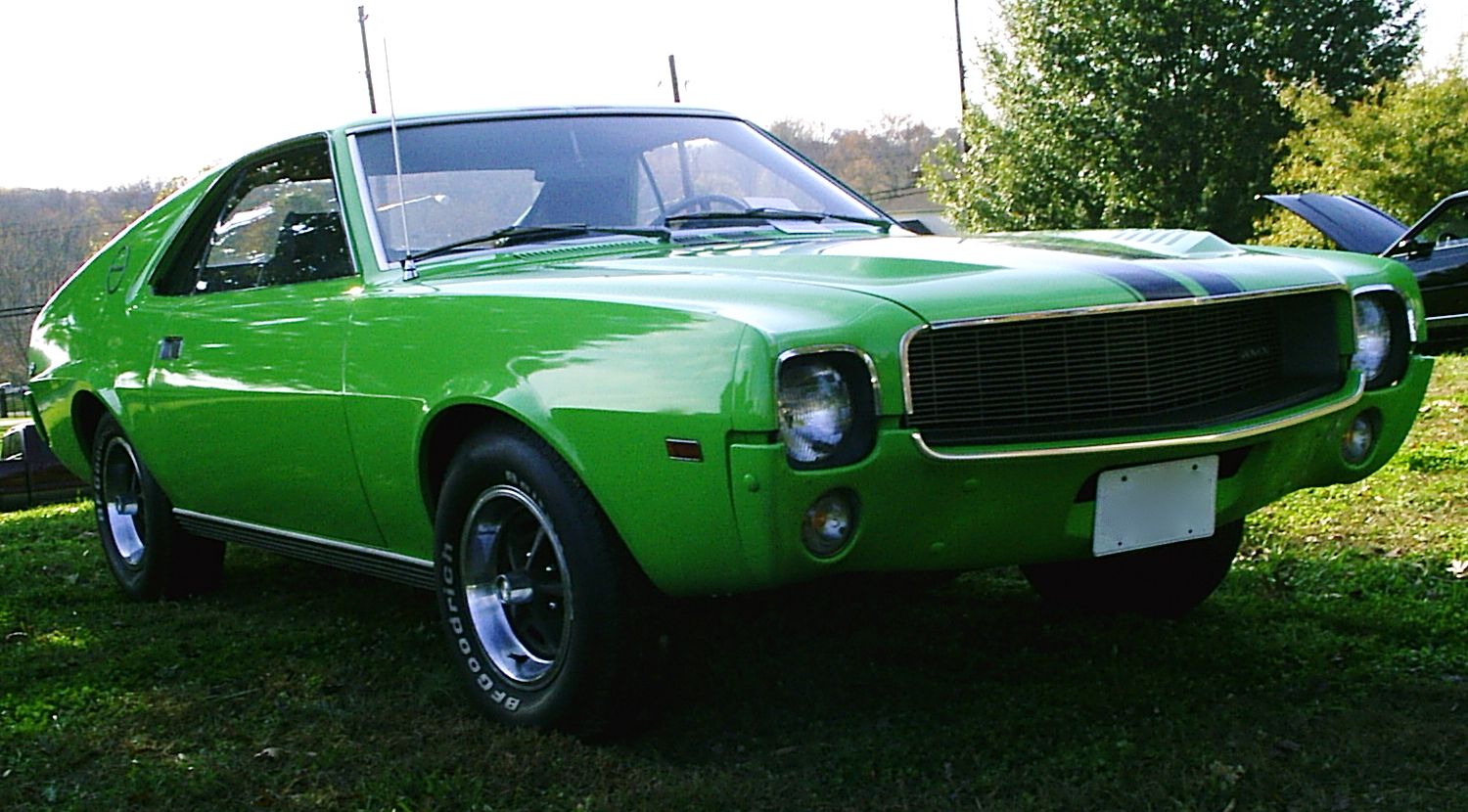
AMC AMX 1969 года

Чтобы конкурировать с «Большой тройкой», AMC производила широкий ассортимент продукции в 1960-х годах, параллельно внедряя инновации.
В частности, Rambler Classic был оснащён двойным главным тормозным цилиндром в 1962 году, за шесть лет до введения правил безопасности, регламентирующих его обязательное наличие.
На Rambler была впервые введена индикация селектора автоматической трансмиссии — PRN21L, похожая на современную PRNODSL, ставшую обязательной с 1968 года, когда «нейтральная» передача должна была располагаться между «задним ходом» и «движением вперёд». General Motors в то же время предлагала селекторы с обозначением PNDSLR в течение всех 1960-х годов. В 1964 году, Classic имел стандартные раздельные передние сидения, почти за десять лет до машин «Большой тройки». Дисковые «Bendix» устанавливались на Classic в 1965 году, в то время, как на автомобилях «Тройки» они появились только в 1969 году.
Первые машин под руководством Эбернети выпущены в 1965 году. Ими стали удлинённый Ambassador и модификации полноразмерных машин с кузовом кабриолет. В середине этого года в модельный ряд добавлен фастбэк Marlin. Эбернети призвал отменить марку Rambler и новые автомобили получили индекс «American Motors» (AMC). Новые автомобили имели меньше общих комплектующих и были дороже в производстве.
American Motors, в отличие от «Большой тройки», не имела собственной программы развития электроники. В 1967 году, в результате переговоров с Gulton Industries было достигнуто соглашение о начале разработки новой аккумуляторной батареи на основе лития, а также ограничителя скорости, созданного Виктором Вуком (Victor Wouk). По мнению ряда учёных, универсал Rambler 1969 года с никель-кадмиевым аккумулятором был «прекрасным автомобилем». Сотрудничество с Gulton положило начало созданию концепт-каров Amitron и Electron.
Компания представила также наработки «muscle car» — в первую очередь модель AMX; модель Javelin являлась таким называемым «pony car». Дополнительные денежные активы компания получила от продажи в 1968 году Kelvinator Appliance, в прошлом одного из основных дочерних подразделений.
Торговая марка Rambler в Северной Америке упразднена с 1969 года, но на некоторых рынках её использование продолжалось (в Мексике индекс Rambler последний раз использовался в 1983 году).

### 1970-е годы: энергетический кризис 1973 года и сотрудничество с Renault
В 1970 году Чапин расширил модельный ряд American Motors, приобретя Kaiser-Jeep Corporation (бывший Willys-Overland) у Kaiser Industries. В модельный ряд добавились лёгкие грузовики и вседорожники Jeep, а также заключённые Kaiser-Jeep выгодные контракты с федеральным правительством на поставку военных M151 MUTT и почтовых машин Jeep DJ-Series. AMC также расширяла свою международную сеть. Отделы по производству военной и специальной продукции впоследствии преобразованы в American Motors General Products Division, позднее AM General.
Нефтяной кризис 1973 года нанёс сильный удар автомобильным производителям, привёл к введению регулирования оборота бензина в США. В связи с экономическим кризисом и ростом цен резко упали продажи всех крупноразмерных моделей.
В феврале 1977 года, журнал «Time» сообщал, что, хотя убытки AMC составили $73,8 млн в последние два года, банки США согласились продлить на один год выплаты по кредиту размером $72,5 млн, срок которых должен был истечь в январе. Издание также отмечало, что акционеры не получали выплат с 1974 года, продажи Pacer оказались ниже ожидавшихся. Вместе с тем, «Time» подчёркивались рекордные продажи Jeep и заказы на автобусы AM General. Также в 1977 году председателем и исполнительным директором становится Джеральд С. Мэйерс.
31 марта 1978 года AMC и Renault объявили о заключении соглашения о совместном производстве и продаже легковых и грузовых автомобилей, выгодного обеим сторонам. Спустя месяц, AMC заявляет от прекращении производства стандартных городских автобусов, после того, как в течение трёх лет дочерним подразделением AM General было выпущено около 4300 автобусов. В мае 1978 года Агентство по охране окружающей среды потребовало изъять все автомобили AMC 1976 года выпуска (за исключением соответствующих принятым в Калифорнии экологическим стандартам) — примерно 270 тыс. транспортных средств и 40 тыс. Jeep и мини-грузовиков 1975 и 1976 годов выпуска для коррекции и уменьшения загрязнения. Общая стоимость переоборудования оценивалась в 3 млн $ — больше, чем прибыль AMC за предыдущий квартал.
American Motors потратил 65 млн $ на производство обычных (не Jeep) автомобилей в этот налоговый год, завершившийся 30 сентября 1978 года, однако большие продажи Jeep принесли компании чистую прибыль в размере 36,7 млн $ от продаж размером в 2,6 млрд $. Тем не менее, AMC столкнулась с дорогостоящими инженерными работами для приведения своих Jeep в соответствие с федеральной директивой для всех полноприводных транспортных средств, расход топлива которых должен был составлять 15 миль на галлон США (16 л/100 км) в 1981 году.
Спустя год, имея долю в 1,83 % на американском рынке автомобилей, компания заключает сделку с Renault. AMC получает $150 млн денежных вливаний, кредит размером $50 млн, а также лицензию на производство модели Renault 5 в 1982 году. Сделка по продаже продукции Renault через дилерские сети AMC-Jeep была заключена ещё в 1979 году. В свою очередь, Renault приобретает 22,5 % акций AMC. Это было не первое сотрудничество двух компаний — в 1960-х годах Renault, не имевшая собственной линии по производству машин «престижного» класса, собирала комплекты CKD и продавала автомобили марки Rambler во Франции.
В 1979 году AMC объявила о рекордной прибыли 83,9 млн $ от продаж 3,1 млрд $ (9,4 млрд $ в ценах 2011 года) за заканчивавшийся в сентябре финансовый год — несмотря на экономический спад, резкий рост цен на энергоносители, рост безработицы в США, закрытие автомобильных заводов и переход тенденции в сторону экспорта. В октябре автомобильные продажи компании выросли на 37 % при падении промышленного производства на 21 %.
Падение продаж Jeep, обусловленное спадом экономики и ростом цен на горючее, привело к снижению денежные потоков AMC. В то же время, усилилась конкуренция в других модельных линейках. Фейслифтинга и ребрендинга автомобилей AMC было явно недостаточно для выдерживания конкурентной борьбы. Конкуренцию отныне составляла не «Большая тройка» (General Motors, Ford и Chrysler), а японские автопроизводители, нацелившиеся на выпуск компактных малолитражных автомобилей.
Хотя американцы в это время предпочитают импортные машины, AMC продолжала производство на старых и неэффективных автозаводах в Кеноше, штат Висконсин, где приходилось перевозить комплектующие по всему городу. В начале 1980 года банки отказываются от дальнейшего кредитования AMC. Не имея достаточного капитала для производства и разработки новых автомобилей, компания обращается за финансовой помощью к Renault в размере 90 млн $ (239,9 млн $ в ценах 2011 года). В сентябре того же года доля AMC на рынке США сократилась до 1,7 %, а уровень продаж упал на 19,1 %. AMC информировала своих акционеров, что компания стоит на грани банкротства и вынуждена передать Renault 59 % акций. 16 декабря 1980 года акционеры AMC «всецело одобрили передачу компании во владение Renault».

### Продукция 1970-х годов

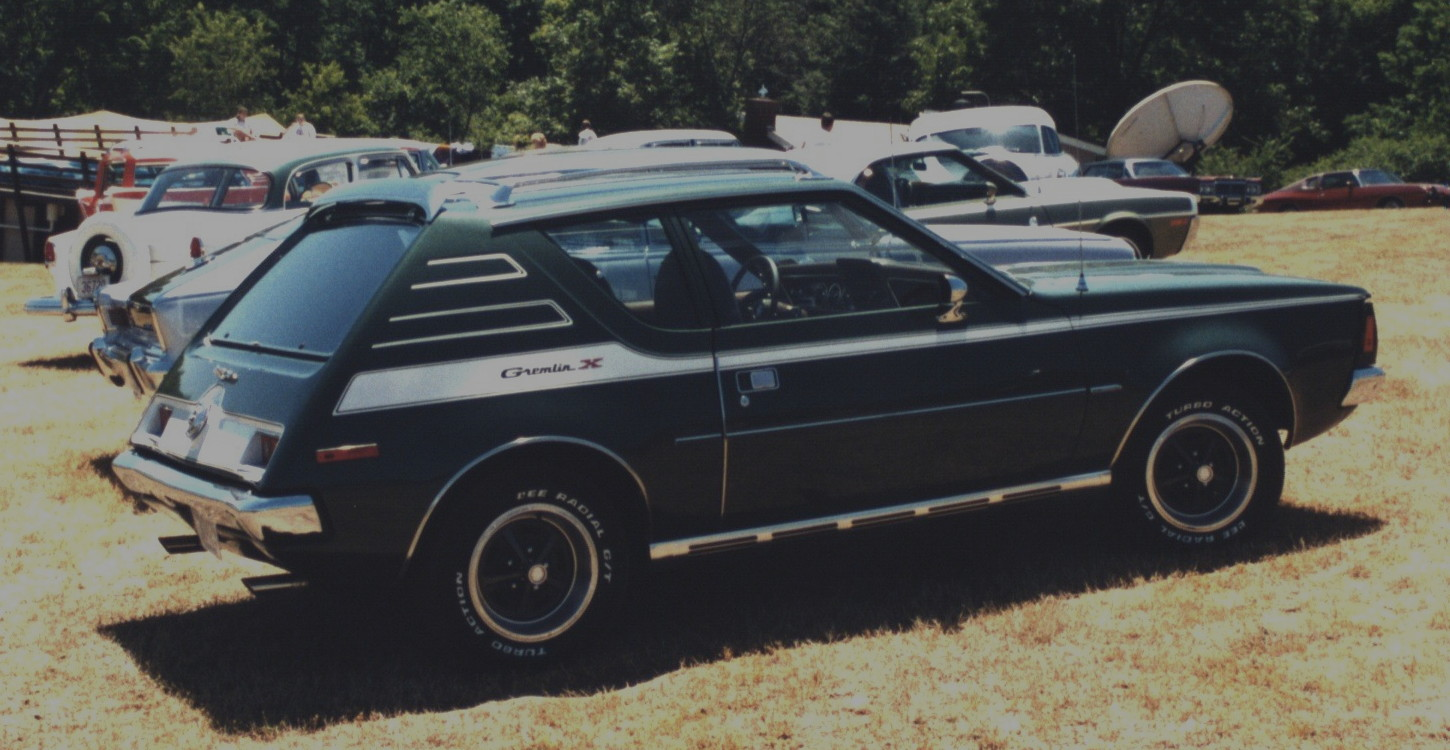
Gremlin X 1972 года

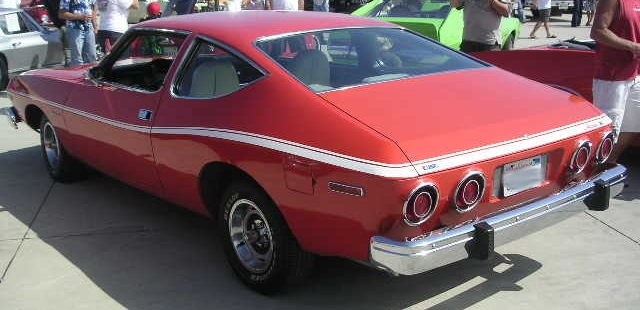
Купе Matador X 1974 года

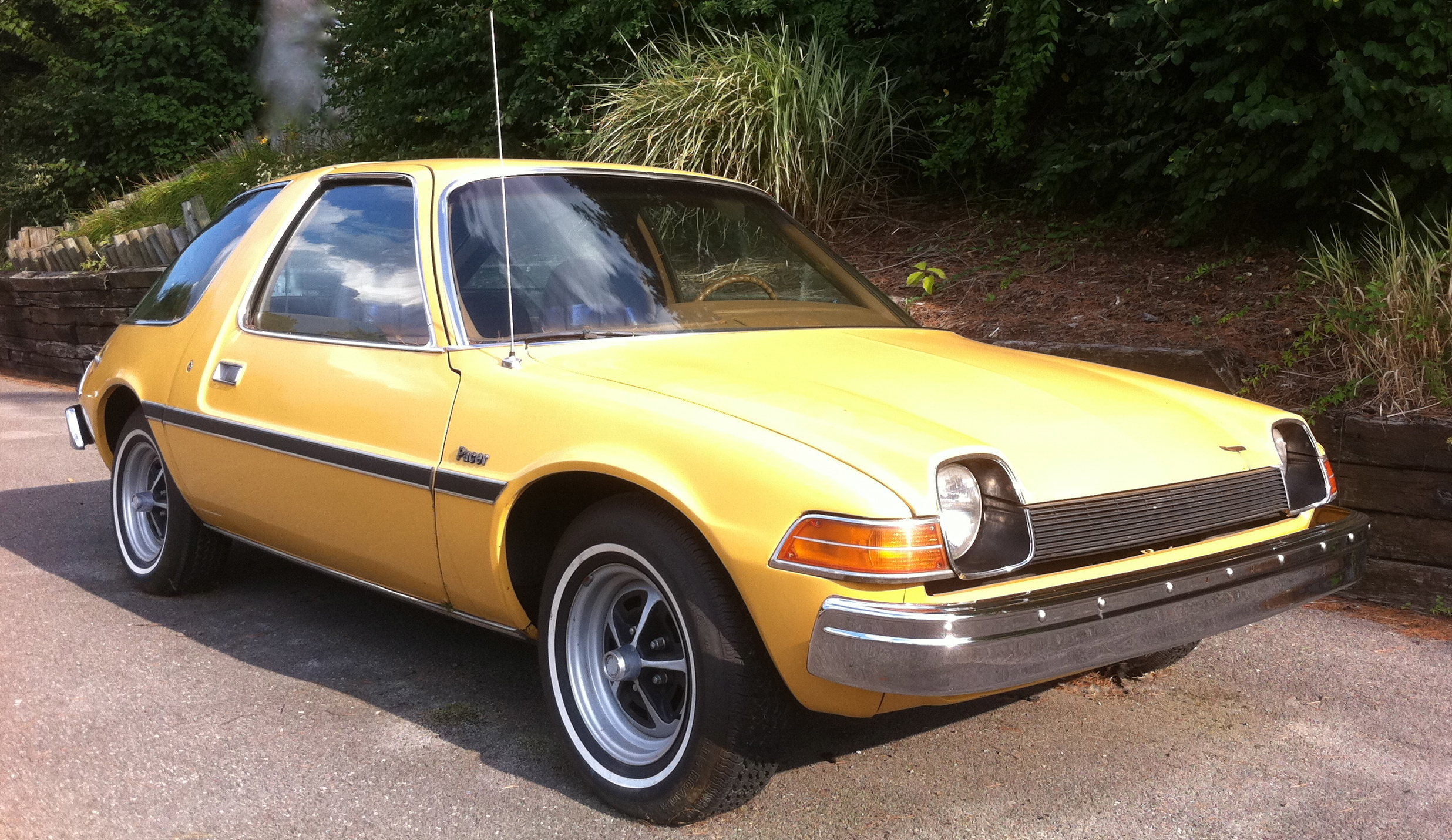
AMC Pacer 1975 года

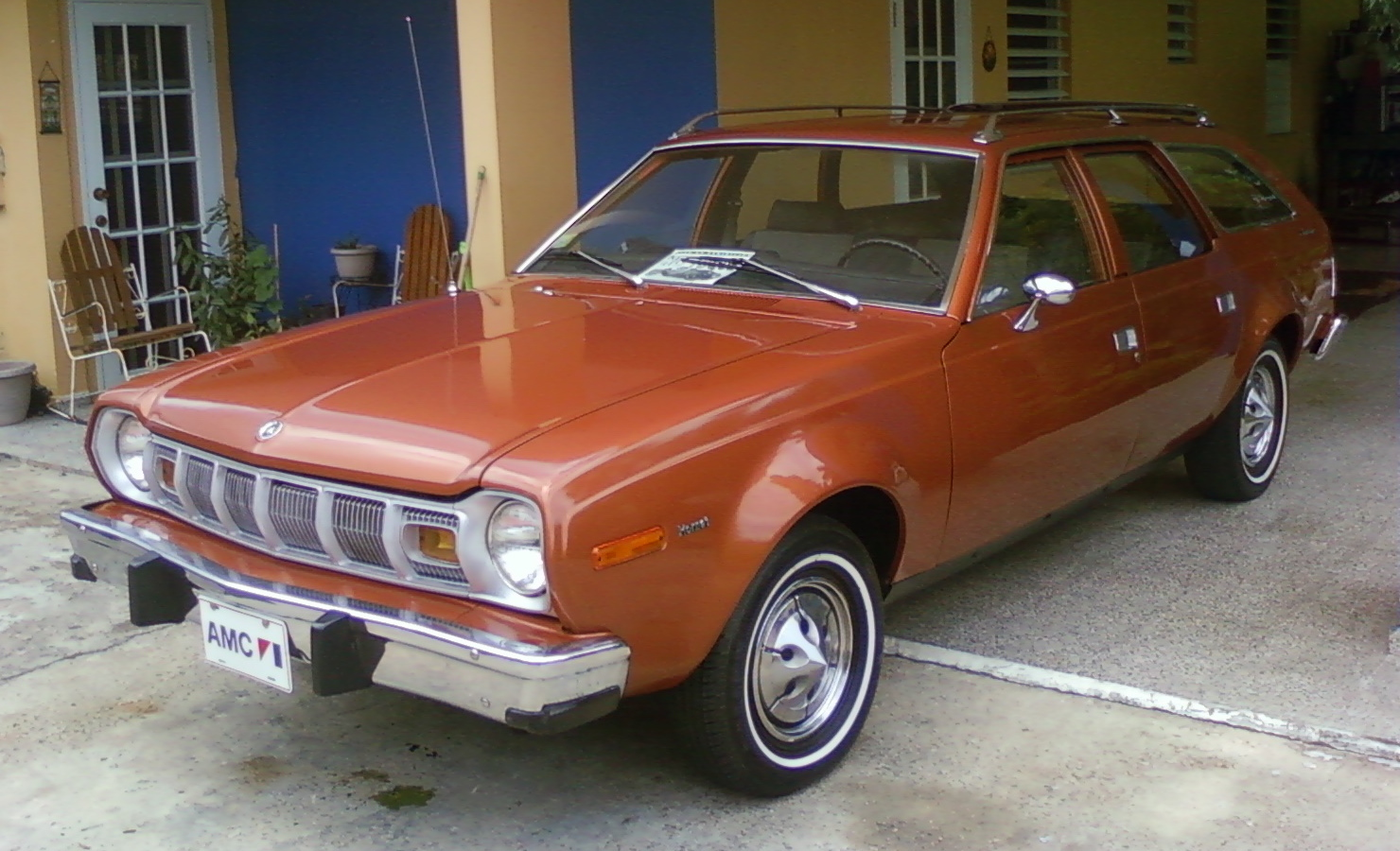
Hornet Sportabout 1976 года

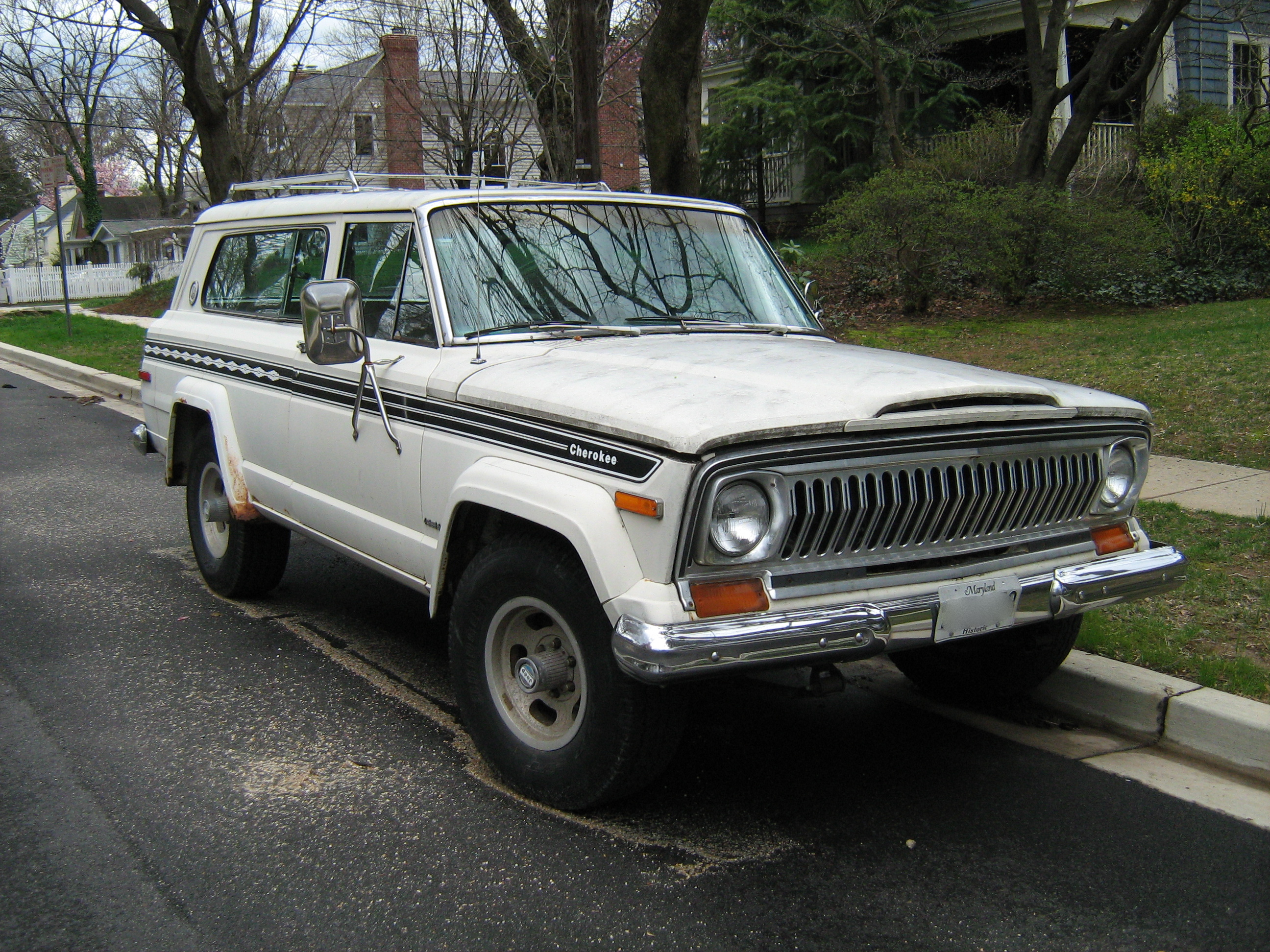
Jeep Cherokee (SJ) Chief S

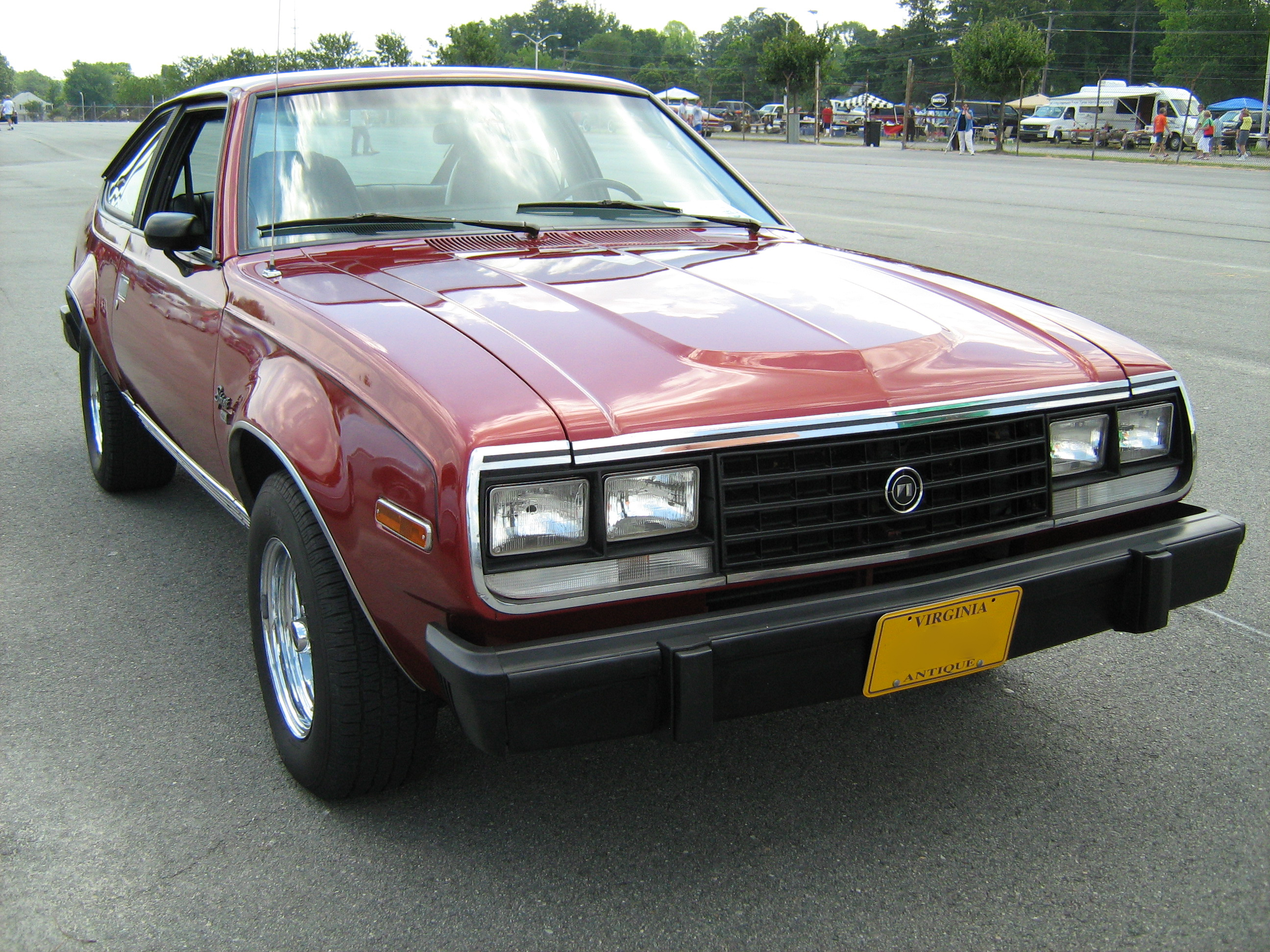
Spirit GT 1979 года

Начиная с 1970 года, все легковые автомобили American Motors получают марку AMC вместе с новыми эмблемами (названия «American Motors» и «AMC» являлись взаимозаменяемыми в корпоративной литературе и в 1980-х годах). В 1970 году AMC представляет компактную модель Hornet.
Hornet и последовавший за ним Gremlin имели одинаковые платформы. В 1970—1978 годах продано 670 тыс. единиц Gremlin — первого североамериканского малолитражного автомобиля. Hornet, выпускавшийся до 1977 года, стал одним из бестселлеров AMC наряду с Rambler Classic (продажи последнего составили свыше 860 тыс. единиц).
Новый среднеразмерный AMC Matador сменил Rebel в 1971 году; в рекламной кампании использовался слоган «What’s a Matador?». В 1972 году AMC выиграла тендер лос-анджелесского полицейского департамента и модели Matador использовались департаментом с 1972 по 1975 год, заменив Plymouth Satellite. American Motors передала два Matador телекомпании Mark VII Productions, которые снимались в сериале Adam-12, повысив популярность машин AMC.
В 1973 году AMC подписала лицензионное соглашение с Curtiss-Wright на постройку двигателей Ванкеля для легковых автомобилей и джипов.
В 1974 году, седаны и универсалы Matador подверглись рестайлингу. Двухдверный хардтоп Matador, получивший прозвище «летающий кирпич» (англ. «flying brick»), из-за неудачной аэродинамики показывал плохие результаты на NASCAR и впоследствии был заменён на двухдверное купе, имевшее радикальный стиль. Эта модель получила награды за дизайн, в том числе «Best Styled Car of 1974» журнала Car and Driver, имела успех у покупателей и продавалась в количестве свыше 100 тыс. штук в течение пяти лет. Купе Matador имела несколько общих комплектующих с седанами и универсалами, но отличалась подвеской, рулевым управлением, трансмиссией и деталями интерьера.
Ambassador был переработан, став длиннее на 7 дюймов (178 мм). Эта была самая большая когда-либо построенная модель AMC. Автомобили получили энергопоглощающие бамперы, ставшие обязательными в США. В связи с экономическим кризисом и ростом цен на топливо резко упал спрос на полноразмерные модели автомобилей, из-за чего производство флагмана AMC в 1974 году было прекращено. Индекс Ambassador использовался Nash и AMC для самых длинных моделей своих модельных рядов и в то же время дольше всех продержался на рынке — с 1927 по 1974 год.
В 1974 году дочернее предприятие AMC, AM General, совместно с Flyer Industries из Виннипега, Канада, начало выпускать городские автобусы. Выпущено 5,212 единиц автобусов Metropolitan до 1978 года.
AMC Pacer, инновационная, полностью новая модель, введённая в марте 1975 года, позиционировалась, как «первая широкая компактная машина» (англ. «the first wide small car») с уровнем комфортабельности полноразмерного автомобиля. Его разработка совпала по времени со введением двух федеральных законов США, касающихся легковые автомобилей — во-первых, ограничение вредных выбросов, а во-вторых новые требования безопасности. Pacer имел разработанный специально для него двигатель Ванкеля компактных размеров, позволивший регулировать уровень выбросов, а также функции для обеспечения безопасности, например, безопасные двери. Вкупе с широким кузовом и большой площадью остекления выросла и масса автомобиля.
В связи с энергетическим кризисом 1973 года General Motors прекращает поставки роторно-поршневого двигателя Ванкеля из-за повышенного расхода топлива по сравнению с обычными двигателями с аналогичной мощностью. Поэтому AMC оснащает Pacer рядными 6-цилиндровыми двигателями собственного производства объёмами 4,2 и 3,8 л. Их топливная экономичность была лучше, чем у роторно-поршневых моторов, но всё же недостаточная относительно новых понятий экономичности. Также Pacer, за исключением трансмиссии, не имел общих компонентов с другими моделями AMC, что увеличивало его стоимость.
Разработка и производство Pacer и купе Matador требовали больших вложений капитала, который выгоднее было инвестировать в развитие линий более популярных линий Hornet и Gremlin, так что к концу 1970-х годов компания имела неконкурентоспособные автомобили, с трудом продающихся на рынке. Тем не менее, ещё с 1967 года автомобили AMC имели хорошую гарантию, обеспечивавшую недорогое обслуживание, что сделало их популярными на рынке подержанных машин до 1975 года.
В 1977 году Gremlin подвергается рестайлингу, получив новую радиаторную решётку, фары и другие изменения. AMC предлагает более экономичный 4-цилиндровый двигатель, созданный Volkswagen-Audi, объёмом 2,0 л. Однако этот двигатель оказывается слишком дорогим для AMC и Gremlin сохраняет в качестве базового менее дорогостоящий, но и менее экономичный мотор объёмом 3,8 л.
Индекс AMX возродился в 1977 году. Он был присвоен модернизированному спортивному хетчбэку Hornet, имевшему в стандартной комплектации рядный 6-цилиндровый двигатель объёмом 4,2 л с 3-ступенчатой автоматической или 4-ступенчатой механической трансмиссией. Опционально мог ставиться 5,0-литровый V8-мотор с автоматической трансмиссией.
Все Matador в базовой комплектации получили оборудование, которое ранее устанавливалось за дополнительную плату, в частности, усилитель рулевого управления и автоматическую коробку передач. Комплект «Brougham» был отменён, дополнительно Matador оснащался виниловой крышей «ландо» с окнами «opera» и мог иметь двухцветную окраску «Barcelona».
В 1978 году платформа Hornet была переработана для адаптации передней части Gremlin. Эта модель получила название AMC Concord и предназначалась для «премиум компактного» сегмента ранка. В новой машине особое внимание уделялось плавности хода, управляемости, стандартному оборудованию, отделке и роскошному интерьеру. Gremlin заимствовали приборные панели от Concord. Hornet AMX получили спортивные комплекты в стиле GT (модели X).
AMC Pacer получили модифицированный V8-двигатель и спортивный комплект вместо прежнего X-комплекта. В связи с падением продаж купе, седанов и универсалов Matador, из линейки двигателей исключается 5,0-литровый V8-мотор. Стандартным для купе и седанов силовым агрегатом становится рядный 6-цилиндровый 4,2-литровый, а для универсалов — V8 5,9 л, который мог также ставиться на седаны и купе по желанию заказчика. Седаны Matador за дополнительную плату могли иметь двухцветную окраску «Barcelona». По завершении производства Matador, его объёмы продаж составили 10 576 единиц. Matador перестал быть популярным в связи с ростом инфляции, цен на горючее и экономическими проблемами.
В 1979 году седан Spirit сменяет Gremlin. Имела успех версия с кузовом фастбэк — Spirit Liftback. В декабре свёрнут выпуск Pacer; несколько машин собраны в 1980 году из остававшихся частей.
Concord получили обновлённую переднюю часть и, в последний сезон своего производства, модификацию с кузовом хетчбэк с DL-отделкой. 1 мая 1979 года состоялась 25-летняя «серебряная» годовщина («Silver Anniversary») слияния Nash и Hudson, в рамках которой выпущены специальные серии AMC Concord и Jeep CJ, имевшие двухцветную серебристую окраску (на джипы приходилось около 50 % продаж компании и бо́льшая часть прибыли), а также представлена «LeCar» — американская версия малолитражного и экономичного Renault 5. Производство моделей Concord и Spirit прекращено после 1983 года.

### 1980-е: возрождение и упадок; слияние с Chrysler

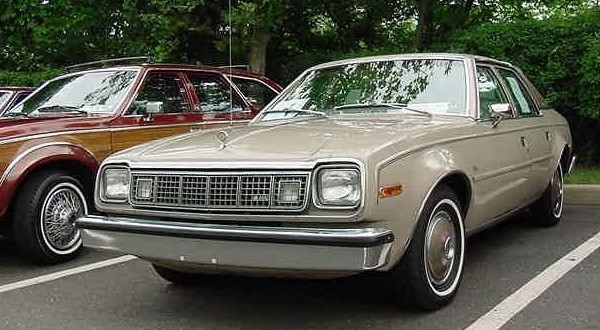
AMC Concord 1978 года

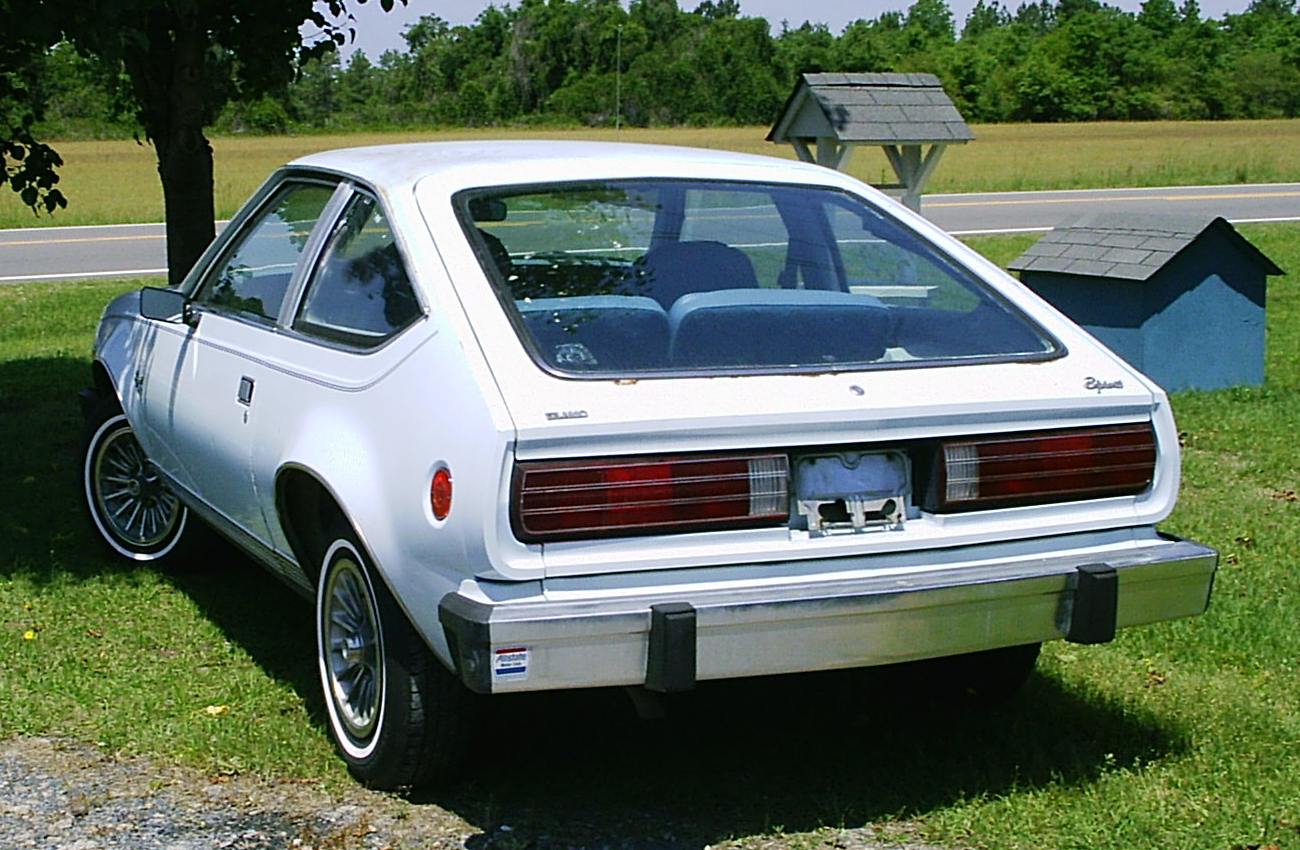
Лифтбэк AMC Spirit

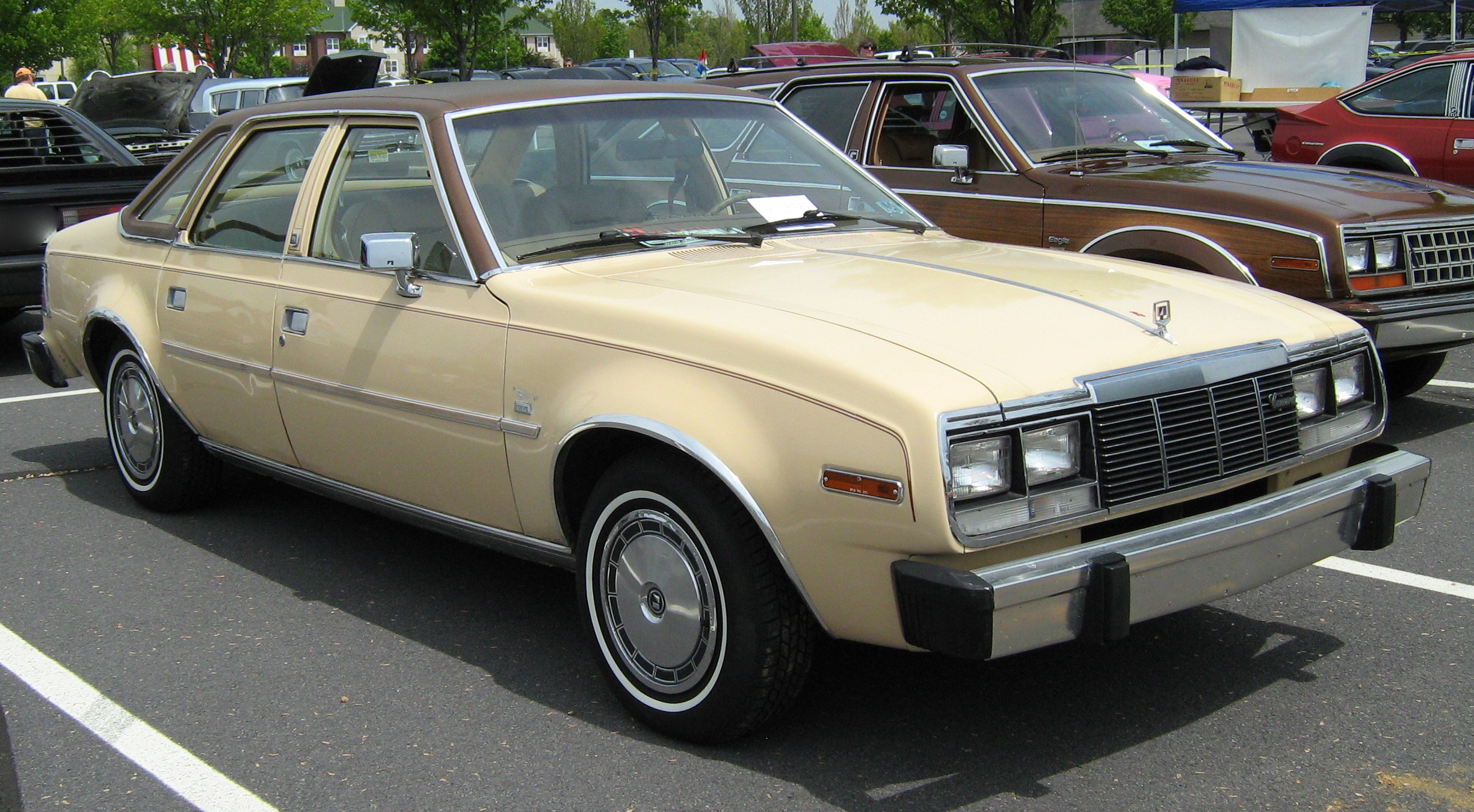
AMC Concord 1981 года

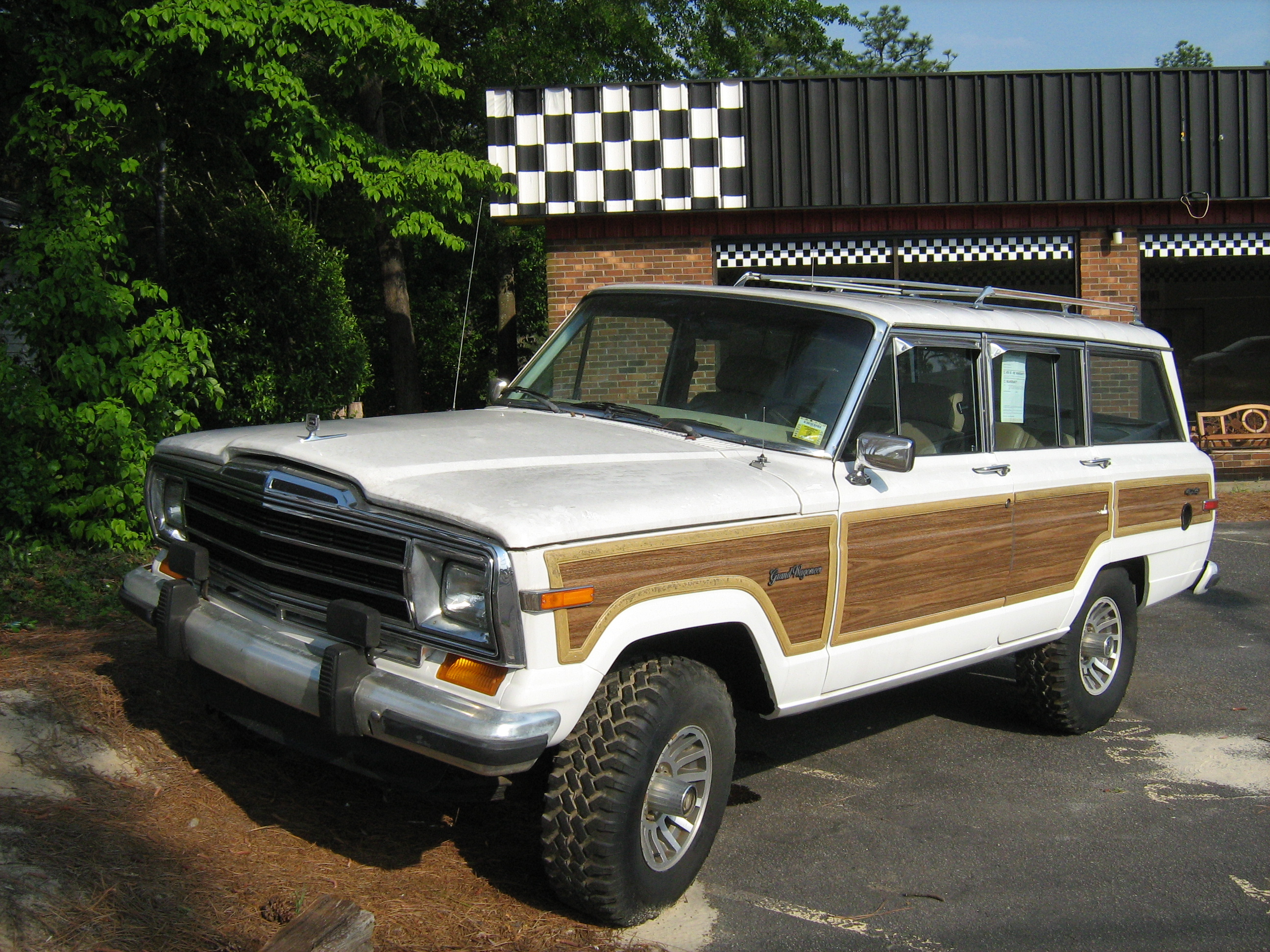
Jeep Grand Wagoneer

В январе 1982 года бывший президент компании У. Пол Типпет-младший (W. Paul Tippett Jr.) сменяет Джеральда С. Мэйерса на посту генерального директора. Президентом компании становится Жозеф Дедерведер (Jose Dedeurwaerder). Инженер и предприниматель Дедерведер, проработавший в Renault свыше 25 лет, начал работу над упорядочением структуры управления, уменьшением стоимости и повышением качества, а также разработкой новых перспективных моделей.
Renault, увеличив свою долю в компании до 49 %, намеревалась полностью поглотить её. Фактически, AMC перестаёт быть «исконной» американской компанией. Новые владельцы стали выпускать линейку современных полноприводных автомобилей, разработанных Renault на заводах в Кеноше.
В 1985 году АМС отходит от выпуска компактных автомобилей. В то же время, в связи с относительным удешевлением топлива, у покупателей вновь становятся популярными крупные и мощные машины. AMC не была готова к такому повороту событий. Компания также столкнулась с забастовками рабочих, саботировавших сборку автомобилей с требованием увеличения заработной платы. Ходили слухи о закрытии основного завода в Кеноше. В то же время, Chrysler испытывал затруднения с производством своих заднеприводных машин на платформе M-body (Dodge Diplomat, Plymouth Gran Fury и Chrysler Fifth Avenue). Chrysler мог поставлять комплектующие и заниматься контролем качества, а AMC — непосредственно собирать автомобили на заводе в Кеноше. Соответствующее соглашение было заключено между Ли Якокка (Lee Iacocca) и Джо Кэппи (Joe Cappy).
Эти проблемы возникли в момент передачи власти в AMC Полом Типпетом Пьеру Семерена (Pierre Semerena). Новое руководство отвергло продажу дочерней фирмы Wheel Horse Products и подписало соглашение о производстве Jeep в Китайской Народной Республике. Пентагон также испытывал проблемы с частным военным подрядчиком AM General, находившемся в управлении французского правительства. Правительство США не позволяло иностранцам владеть важным оборонным предприятием. В результате, подразделение AM General было продано и стало отдельной компанией. Другим, не менее важным событием, стал уход Ричарда Тига с поста вице-президента AMC. На протяжении 26 лет он был ответственным за разработку многих моделей Jeep и AMC, в частности, Rambler American, Javelin, Hornet, Gremlin, Pacer и Matador coupe.
Основной инвестор American Motors, Renault, испытывал финансовые проблемы во Франции. Инвестиции в AMC (включавшие строительство нового завода в Бремптоне, Онтарио, Канада) привели к закрытию нескольких французских заводов и массовым увольнениям. У Renault было три выхода из сложившейся ситуации: объявить о банкротстве AMC, утратив все вложенные инвестиции, продолжать и дальше финансировать убыточное предприятие или выставить его на продажу, вернув часть средств. Против продажи выступал Жорж Бесс (Georges Besse), намеревавшийся наладить выпуск передовых автомобилей на новых заводах в Северной Америке, которые оснащались бы современными моторами 2,5 и 4,0 л со впрыском топлива. Кроме того, устойчивым спросом пользовались автомобили Jeep. Казалось, что AMC вместе с Бессом стоят на пути возрождения фирмы.
Однако 17 ноября 1986 года Жорж Бесс, бывший одним из влиятельных французских капиталистов и предпринимателей, был убит членами маоистской леворадикальной организации «Action Directe». Убийство совершил Пьер Оверню (Pierre Overney). Представители организации заявили, что убийство было совершено с целью мести за массовые увольнения рабочих — 34 тыс. человек из французского производителя алюминия PUK-Péchiney и 25 тыс. — из Renault.
После смерти Бесса, новый президент Renault Раймон Леви (Raymond Levy) под давлением руководства фирмы приступает к пересмотру отношений и лишает инвестиций American Motors. После договорённости Chrysler и AMC о производстве последней заднеприводных машин на платформе M-body в 1986—1988 годах, появились слухи о возможном слиянии двух компаний. По словам тогдашнего руководителя по производству Chrysler Стефана Шарфа (Stephan Sharf), облегчению переговоров способствовал выпуск AMC машин Chrysler, конкурирующей фирмы.

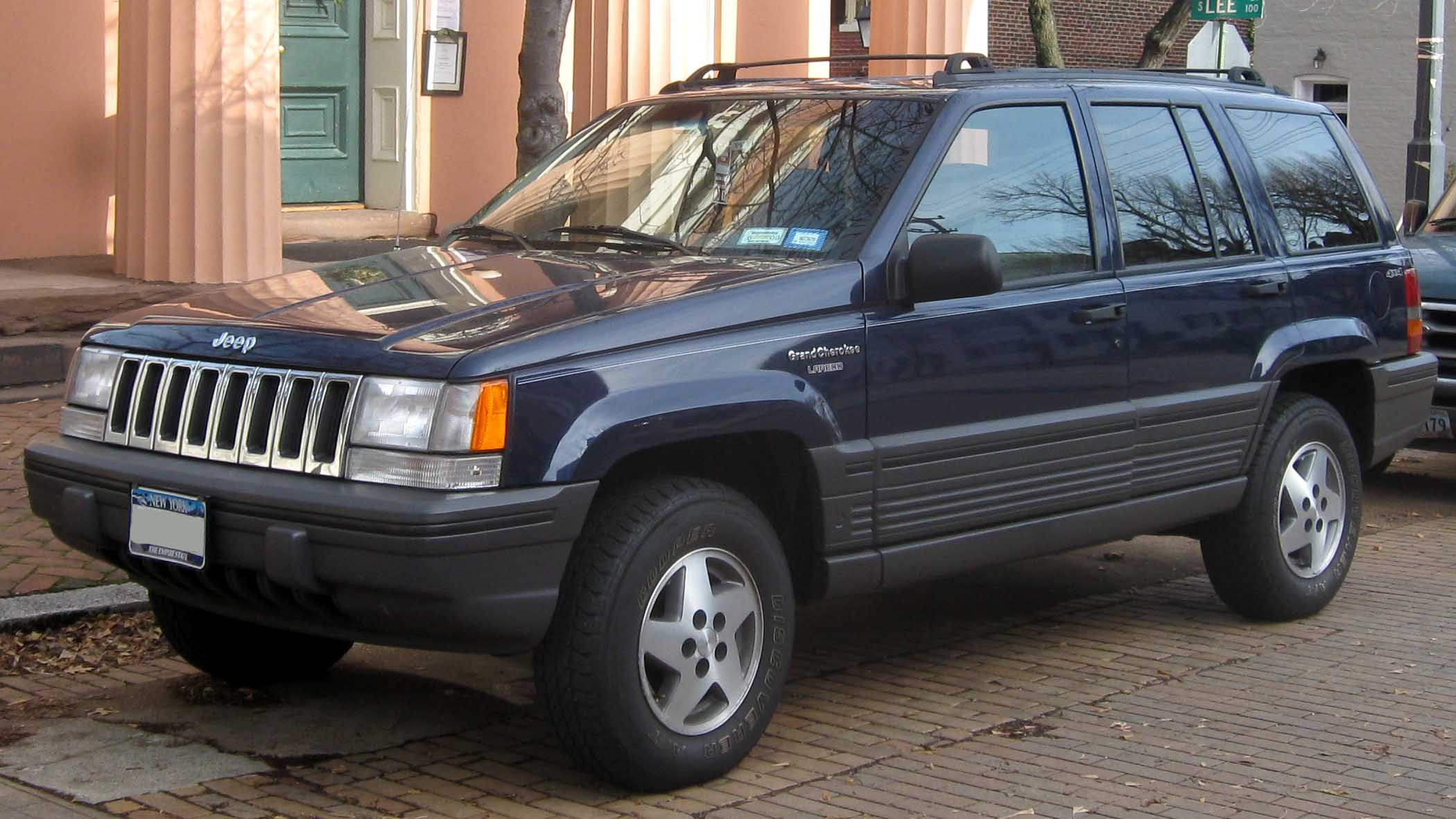
Jeep Grand Cherokee был основной причиной приобретения «Крайслером» AMC из-за своего дизайна; представленный в 1992 году, он выпускается и сегодня

9 марта 1987 года Chrysler достиг соглашения о выкупе доли Renault в AMC, а также всех остальных акций стоимостью около 1,5 млрд $ (2,9 млрд $ в ценах 2011 года). AMC стала частью Chrysler, а Jeep-Eagle превратился в отдельное дочернее подразделение. Таким образом, новый разработанный Jeep ZJ Grand Cherokee стал производиться Chrysler, принеся значительною выгоду. Модернизированные модели под этим индексом выпускаются и сегодня. Кроме того, Chrysler получил новый завод в Онтарио, значительно увеличивший производственные мощности корпорации. В преддверии открытия нового завода, на AMC был разработан и построен Eagle Premier. Дополнительно, Chrysler получила также дилерскую сеть приобретаемой компании, а также приняла многочисленных инженеров и экс-руководителей. По иронии судьбы, продажа состоялась как раз в тот момент, когда автомобильная пресса публиковала восторженные отзывы о новой линейке Renault и Jeep 1988 модельного года и улучшении финансовых перспектив.
В результате продажи Renault покинула североамериканский автомобильный рынок (за исключением Мексики) с 1988 модельного года. Снова вернуться туда французской компании позволила покупка контрольного пакета акций Nissan стоимостью $5,4 млрд в марте 1999 года.

### Продукция 1980-х годов

#### AMC Eagle

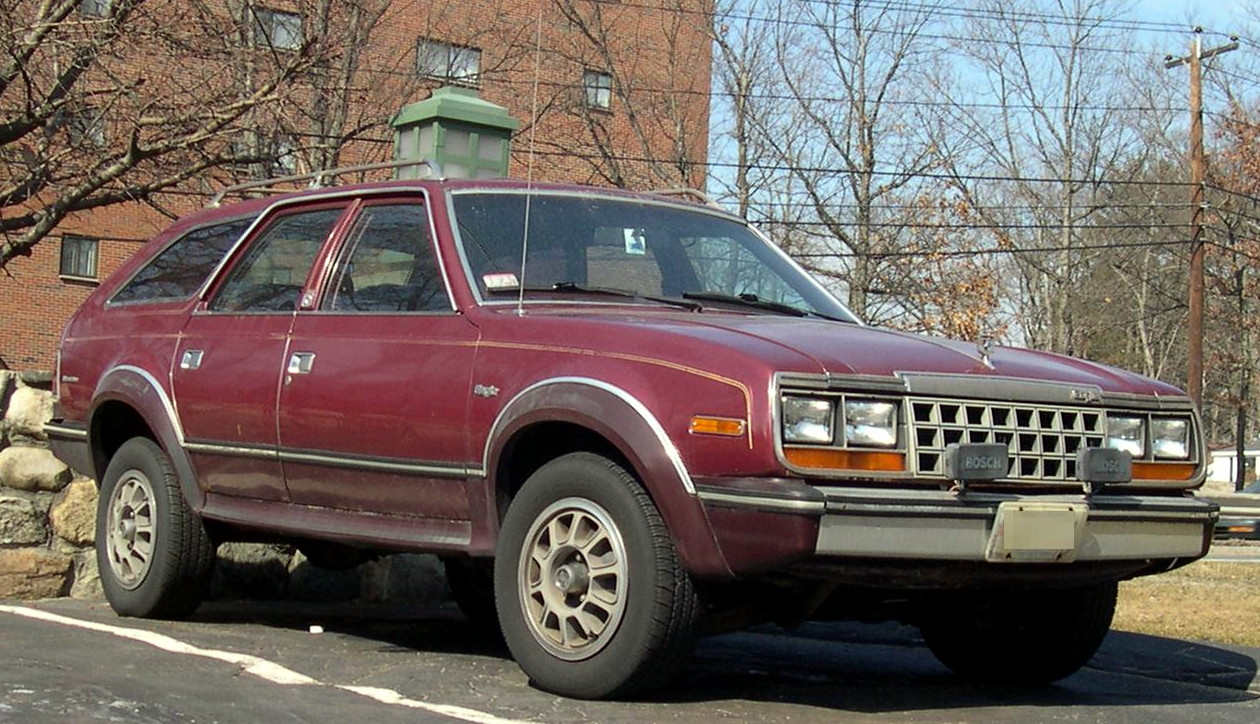
Универсал AMC Eagle 1981 года

В августе 1979 года AMC представила полноприводные версии моделей AMC Spirit и AMC Concord, получившие название AMC Eagle для 1980 модельного года. Eagle стал одним из самых известных автомобилей компании, который также считается первым кроссовером. Eagle использовал две различные колёсные базы на двух полностью новых платформах, разработанных American Motors в конце 1970-х годов. Благодаря инновационной полноприводной системе, он хорошо продавался в холодных регионах страны. Первоначально продажи сохранялись на высоком уровне, но в дальнейшем стали падать. В то время, как выпуск Spirit и Concord прекратился после 1983 года и компания сосредоточилась на новом Renault Alliance, Eagle продолжал выпускаться до 1988 модельного года, но преимущественно с кузовом универсал, являясь единственным полноприводным автомобилем под маркой AMC с 1984 по 1988 год. Остальные автомобили продавались под марками Renault и Jeep. Последний AMC Eagle был собран 14 декабря 1987 года.

#### Renault Alliance

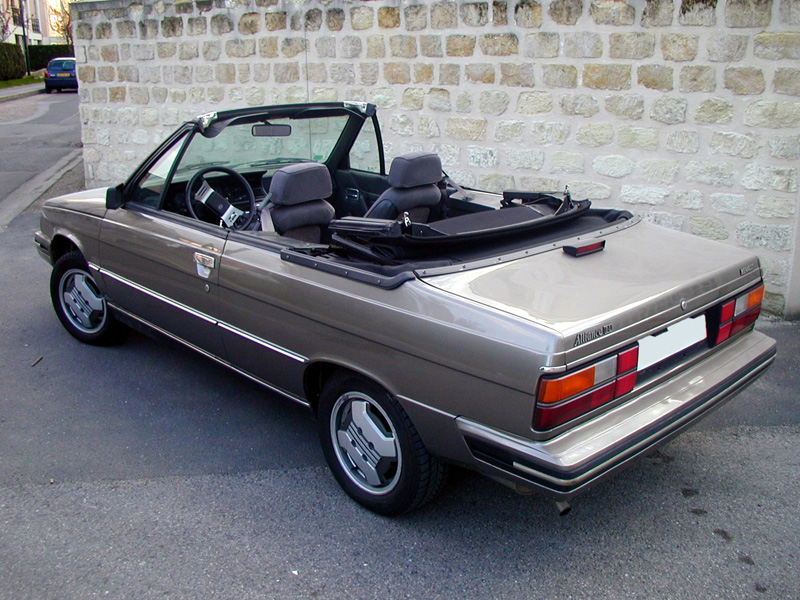
Поздний Renault Alliance с эмблемами AMC

Renault Alliance стал первым совместным продуктом в рамках сотрудничества Renault и AMC. Введённый в 1983 году, компактный переднеприводной автомобиль подвергся рестайлингу, выполненному Ричардом Тигом, и выпускался в Кеноше. Продававшийся под маркой Renault (некоторые машины имели одновременно эмблемы Renault и AMC; в 1986 и 1987 годах — только AMC), он имел кузова 2- и 4-дверный седан, хетчбэк (введён в 1984 году под названием Encore), 2-дверный кабриолет и, для последнего 1987 модельного года, более производительные версии 2-дверного седана и кабриолета под индексом GTA.
Новая модель, появившаяся в момент повышенного интереса к малолитражным машинам, получила несколько наград, в частности, «Автомобиль Года» по версии журнала Motor Trend. Alliance также получил первое место в списке «10 Лучших Автомобилей 1983 Года» журнала Car and Driver и другие положительные отзывы. Несмотря на продажу 200 тыс. Alliance в 1984 году, двух типов кузова было явно недостаточно. Будучи разработанным в Европе, Alliance не очень подходил к требованиям авторынка США. Дистрибьюторская сеть также оказывала не очень хорошую поддержку машине, что привело к сильному снижению качества, ухудшению имиджа автомобиля в глазах покупателей и высоким гарантийным расходам. Производство Alliance завершилось в июне 1987 года.

#### Jeep

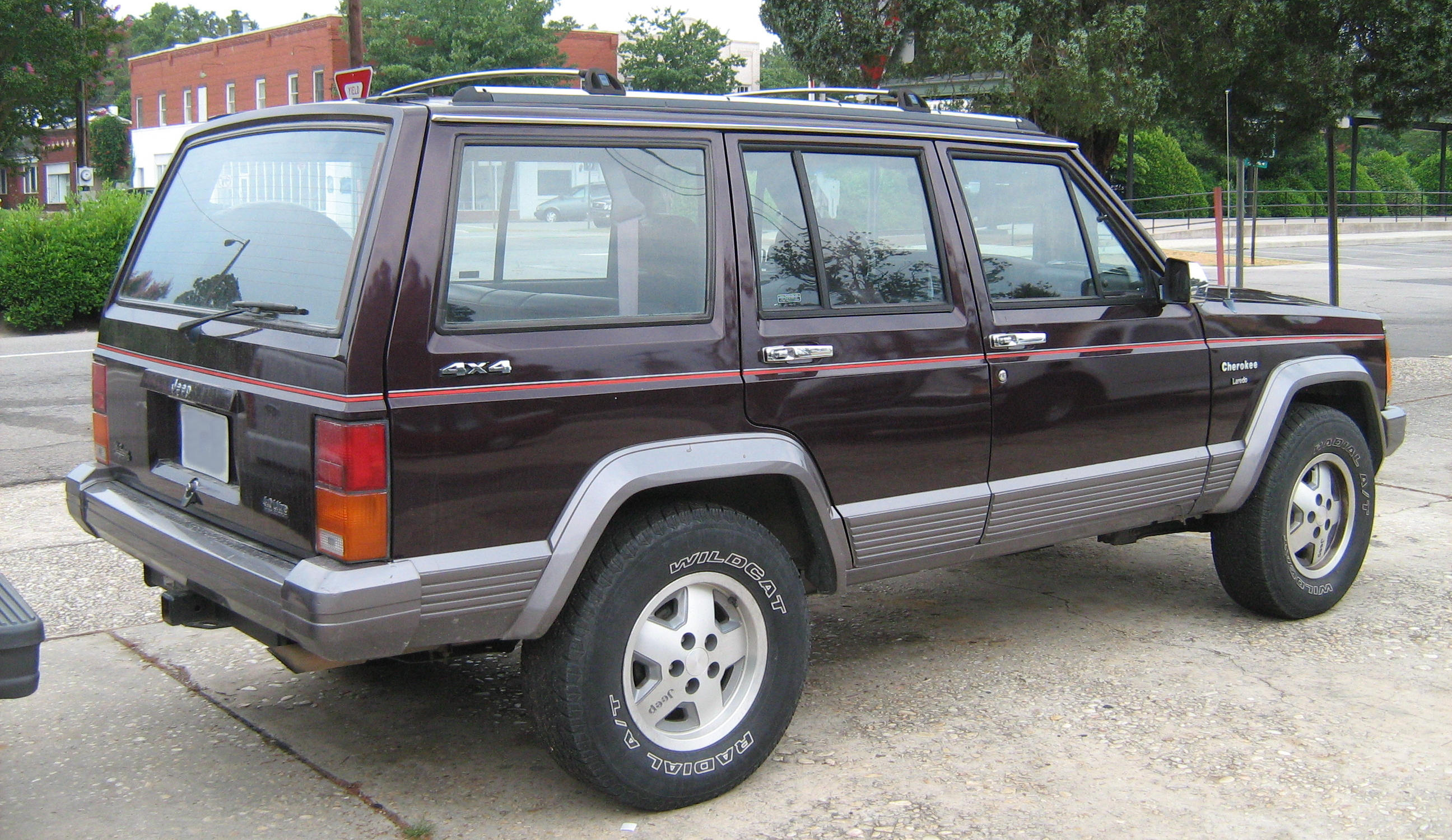
Jeep Cherokee Laredo

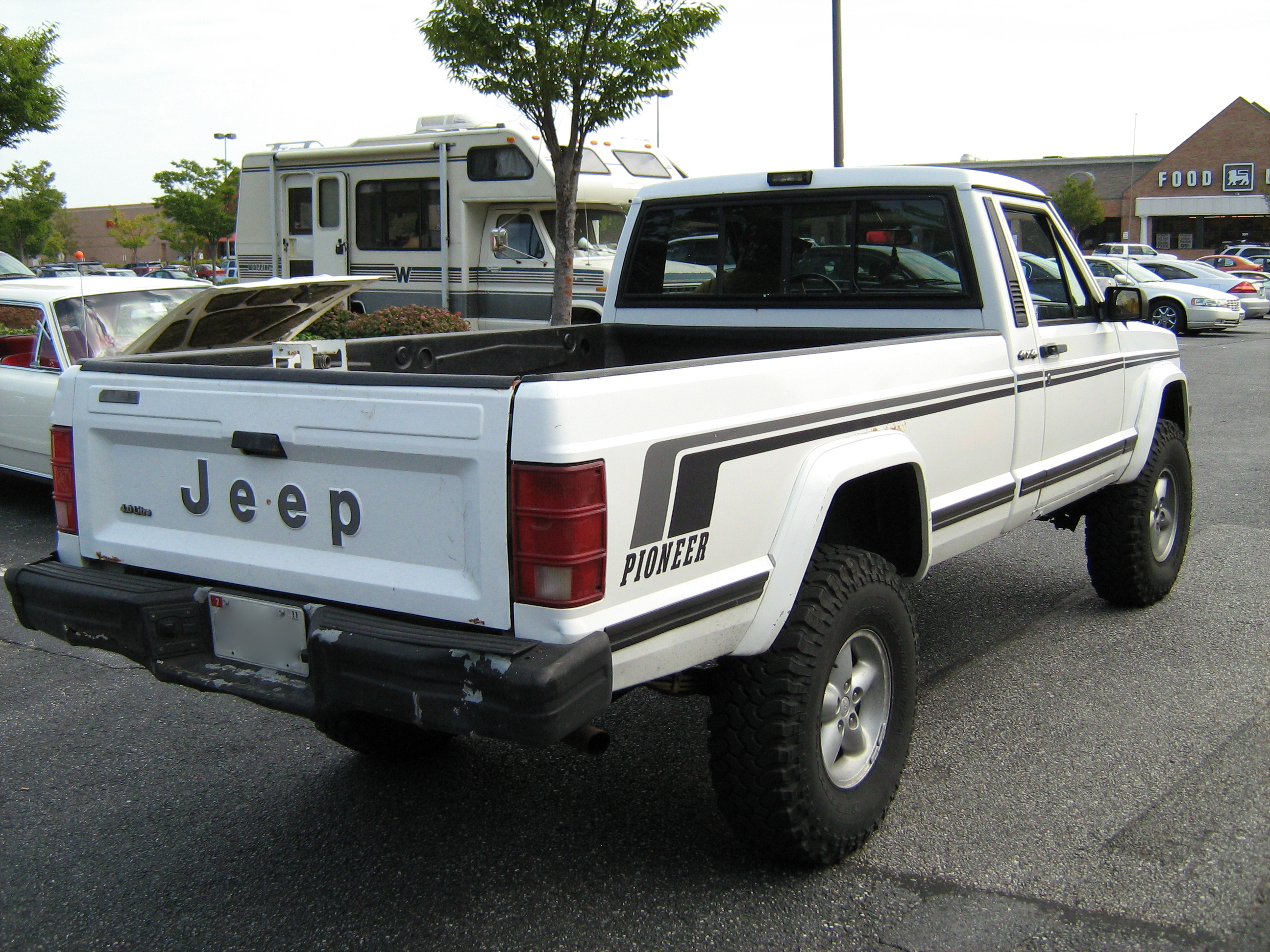
Jeep Comanche Pioneer

Осенью 1983 года были введены новые компактные модели Jeep Cherokee и Wagoneer для 1984 модельного года. Популярность этих моделей привела к образованию отдельного сегмента автомобильного рынка — «sport utility vehicle» (SUV). Первоначально они оснащались 4-цилиндровыми карбюраторными OHV-двигателями AMC рабочим объёмом 2,5 л или же V6-карбюраторным мотором объёмом 2,8 л производства General Motors. В 1986 году карбюраторные моторы заменяются инжекторными. По желанию также могли ставиться двигатели Renault объёмом 2,1 л или рядный 4-цилиндровый турбодизель. Начиная с 1987 года, V6-двигатель сменяют рядные 6-цилиндровые объёмами 4,0 л или 4,2 л, имевшие новый дизайн головки блока и электронный впрыск топлива. «Новый» мотор для American Motors был разработан при поддержке Renault. 4,0 л двигатели имели хорошую репутацию из-за прочности и надёжности. Эти модели продолжали выпускать и после слияния AMC с Chrysler до 2006 года. 4,0-литровые моторы продолжали использоваться на моделях XJ Cherokee, Wagoneer, Grand Cherokee и Wrangler, многие из которых в ходе своей эксплуатации проходили свыше 480 тыс. км. Производство XJ Cherokee прекращено в 2001 модельном году в США и в 2005 году — в Китае.
Три другие модели продолжали выпускаться Chrysler: полноразмерный люксовый SUV Grand Wagoneer, полноразмерные пикапы J-series, построенные на том же самом шасси, что и ранние SJ, Wagoneer и Cherokee 1963 года с V8-двигателем AMC объёмом 5,9 л, а также компактный пикап Jeep Comanche (MJ), представленный в 1986 году. В отличие от большинства SUV, созданных на адаптированном шасси пикапа, Cherokee XJ имел собственное шасси, на котором также базировался пикап Comanche.
Производство полноразмерных пикапов прекратилось после 1987 года. Модель Grand Wagoneer и V8 5,9-литровый двигатель (это был последний американский автомобиль с карбюраторным двигателем) были сняты с производства в 1991 году, а Comanche — после 1992 года.

## Бизнес-наследие
На всём протяжении своего 33-летнего существования American Motors постоянно вводила инновации до слияния с Chrysler в 1987 году. Chrysler извлекла урок из опыта AMC: организация, стратегия, а также ключевые руководители позволили Chrysler получить преимущество в конкурентной борьбе.
Стратегии, формируемые AMC, получили у промышленных критиков название «Блестящих ходов» («англ. strokes of brilliance»). По словам Роя Д. Чапина-младшего, для успешной конкуренции с гигантами промышленности, компания была вынуждена принимать быстрые и изобретательные решения. В своей стратегии AMC полагалась на внешнюю поставку комплектующих, которая затем была перенята и другими автопроизводителями США после неудачных попыток быть самодостаточными. Ещё одним примером гибкости руководства AMC явилось получение кредита перед угрозой банкротства, который предоставлялся им очень неохотно. Это помогало компании долгое время держаться на плаву.
Управляющие AMC предвидели важные тенденции в автомобильной промышленности, проповедовавшие более эффективное потребление топлива ещё в 1950-х годах. Благодаря производству AMC Rambler и нескольких компактных инновационных европейских автомобилей, доля «Большой тройки» на рынке падает с 93 % в 1957 году до 82 % в 1959 году. Компания имела производство за рубежом и активно развивала деловые отношения с иностранными партнёрами за несколько десятилетий до начала международной консолидации большинства автомобильных производителей. Несмотря на небольшие размеры компании, AMC привнесла ряд инноваций в отрасль. Так, начиная с 1957 года, кузова автомобилей AMC, единственные в США, целиком покрывались грунтовой краской для защиты от ржавчины, в то время как конкуренты переняли эту практику только в 1964 году. Один из затратных автомобилей AMC, Pacer, имел множество функций, впоследствии перенятых другими производителями по всему миру, например, аэродинамический дизайн кузова, просторные интерьеры и большая площадь остекления. Компания была эффективна и в области маркетинга, введя низкую ставку финансирования. Полноприводные автомобили стали основой для нового сегмента рынка — внедорожников. Рой Д. Чапин, опираясь на собственный опыт охотника и рыбака, позиционирует Jeep для людей со сходными интересами. Торговая марка Jeep получила статус культовой, который сохраняет и сегодня.

Приобретение American Motors сыграло важную роль в возрождении Chrysler. По словам бывшего президента Chrysler Роберта Лутца, покупка AMC была связана с большим риском и являлась частью стратегического плана компании. Изначально целью слияния было получение марки Jeep. Тем не менее, Лутц обнаружил, что AMC может стать «золотой жилой» для Chrysler В то время управляющие Chrysler пытались найти модель позволяющую улучшить структуры управления и организации:

Это помогло бы избавить наше мышления от старых парадигм, к которым мы привыкли.Оригинальный текст (англ.)something that would help get our minds unstuck and thinking beyond the old paradigms that we were so familiar withРоберт Лутц
 Лутц также заявлял, что «приобретение AMC стало одним из великих моментов в корпоративной прозорливости».
По словам Лутца в 1993 году, несмотря на наличие проблем у AMC, малое количество ресурсов и конкуренцию с превосходящими соперниками, они смогли развернуть «впечатляющую» линию новых продуктов. После слияния, глава Chrysler Ли Якокка решил сохранить все подразделения машиностроения; кроме того главным инженером становится Франсуа Кастен (François Castaing), бывший ведущий инженер AMC. Его первым стратегическим шагом стала ликвидация прежних корпоративных бюрократических структур. Вместо прежних производственных команд пришли «platform team» времён AMC, ответственные за весь автомобиль. Этот шаг привёл к изменению корпоративной культуры и ветераны корпорации посчитали, что Chrysler утратил репутацию инжиниринговой компании. Однако по мнению прессы, только решительные действия Лутца спасли компанию в 1980-х годах. Таким образом, слияние двух компаний заложило основу для постепенного возрождения Chrysler в 1990-х годах.
Влияние AMC наблюдалось и в General Motors. GM нанял новую команду для предотвращения банкротства 2000-х годах. Среди новых стратегов GM был Лутц, разработавший систему и структуру, базировавшуюся на основе деятельности AMC.
Renault также извлёк уроки из инвестиций в AMC. Французская фирма стала применять аналогичный подход в управлении, как это было в прошлом с AMC и применила его на Nissan в Японии.

## Наследие продукции

### Легковые автомобили

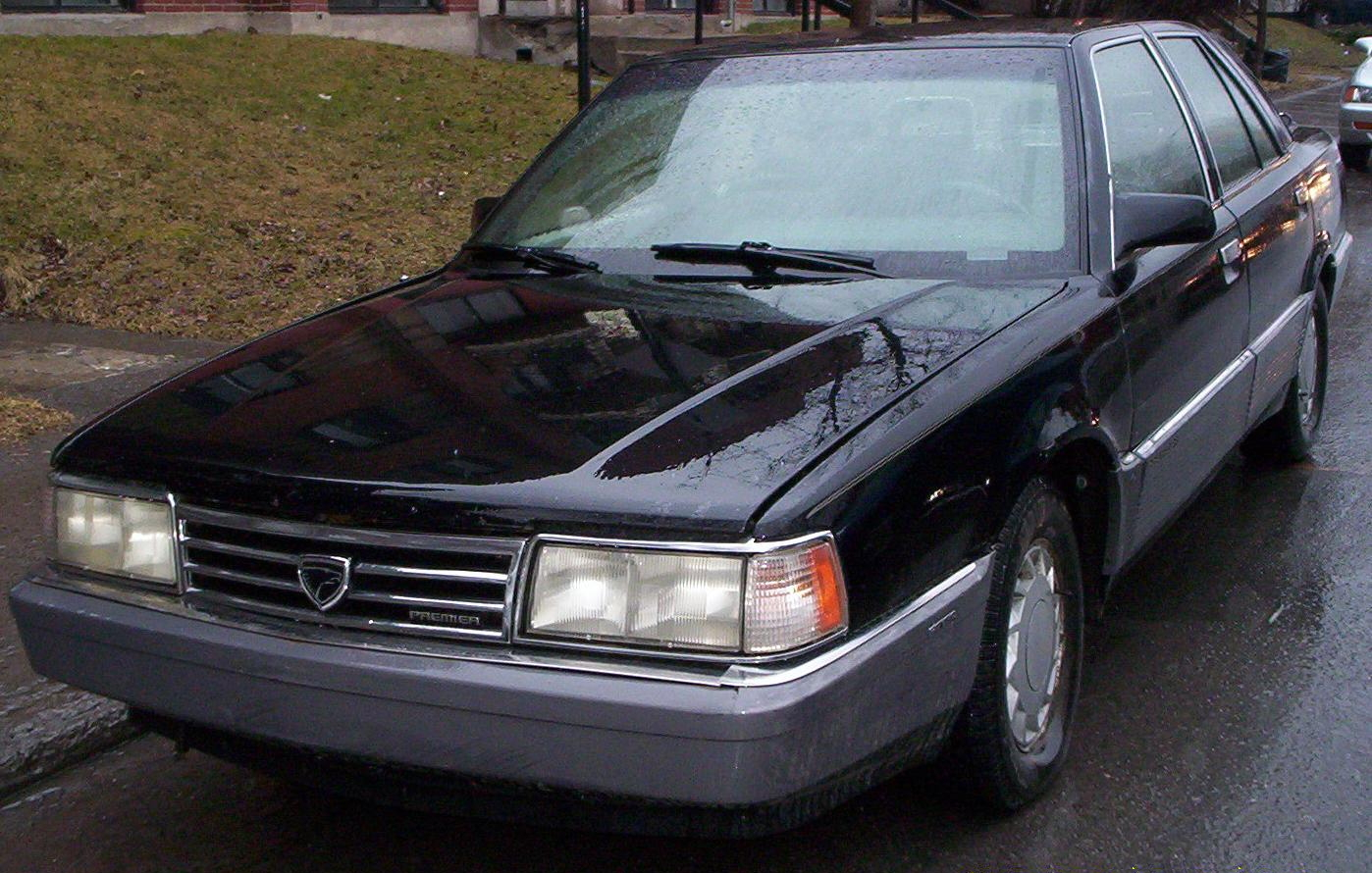
Eagle Premier

Chrysler возродил название «Spirit», отменённое AMC в 1983 году, которое отныне стало использоваться для автомобилей на А-платформе (в том числе Dodge Spirit), выпускавшихся в 1989—1995 годах. Планируемый Renault Medallion продавался под маркой Eagle Medallion с 1988 по 1989 год. Концепт-кар Renault/AMC, Summit, был выпущен Mitsubishi Motors в начале 1989 года. Планируемый, полностью новый Renault Premier 1988 модельного года (разработанный совместно American Motors и Renault), для производства которого и предназначался новый завод в Бремптоне, Онтарио, продавался Chrysler в 1988—1992 годах как Eagle Premier, вместе с ребрендинговым вариантом Dodge Monaco с 1990 по 1992 год. Платформа полноразмерного Premier легла в основу линейки легковых автомобилей Chrysler 1990-х годов, таких, как Chrysler Concorde (индекс использовался Plymouth в 1951 и 1952 годах), Chrysler New Yorker, Chrysler LHS, Dodge Intrepid и Eagle Vision. Первоначально для машин Plymouth предполагалось использование собственной платформы, но впоследствии от неё было решено отказаться в пользу платформы Premier/LH. Chrysler 300M также основывался на этой платформе и являлся следующим поколением Eagle Vision, пока торговая марка Eagle не была отменена в 1998 году.

### Автомобили Jeep

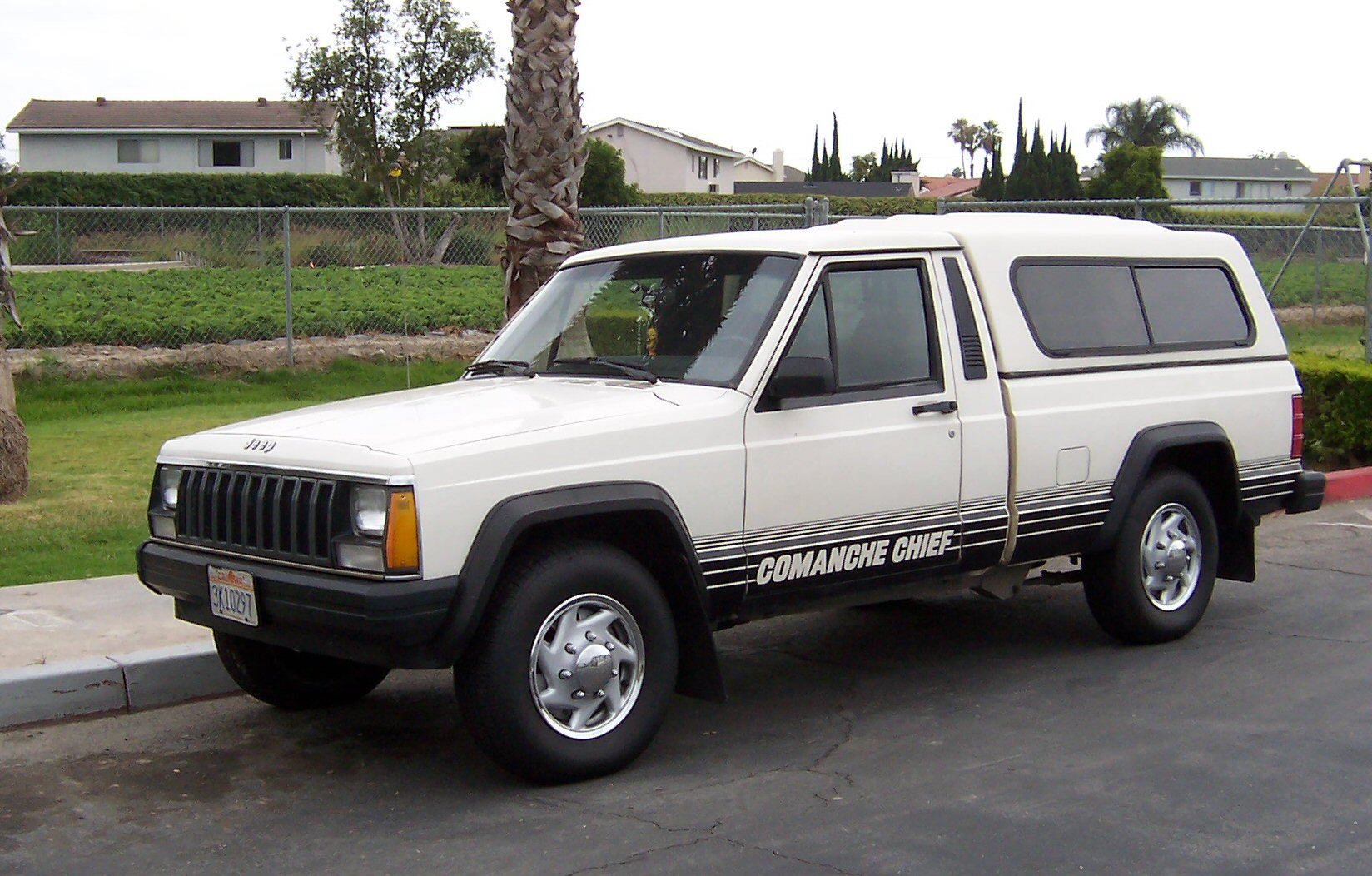
Jeep Comanche

Chrysler продавал SJ Jeep Grand Wagoneer до 1991 года, остававшийся полностью неизменным ещё со времён производства AMC. Пикап Jeep Comanche выпускался до 1992 года, а Cherokee оставался в производстве в США до 2001 года (и модель XJ Cherokee в Китае до 2006 года под индексом Cherokee 2500). Введённый в 1993 году, Jeep Grand Cherokee был разработан AMC.
Бывшие заводы AMC в Толидо, штат Огайо, продолжали производить Jeep Wrangler и Liberty, а также запчасти и компоненты для Chrysler, Dodge и Jeep (заводы в Толидо закрылись в 2005 году). Главный завод AMC в Висконсине по-прежнему сохраняет производство на низком уровне, а моторный завод в Кеноше выпускал двигатели для продуктов Chrysler Group в течение нескольких лет, включая 4,0-литровый мотор для Jeep Wrangler 2006 модельного года от DaimlerChrysler. Заводы в Бремптоне, Онтарио, позднее выпускали LX-автомобили — Dodge Charger и Chrysler 300, а также ныне прекращённый Dodge Magnum.
Модель Jeep Wrangler (последний продукт, представленный AMC до её слияния с Chrysler) продолжала использовать комплектующие AMC, в частности, рядный 6-цилиндровый двигатель и дверные ручки (введённые ещё в 1960-х годах) до полного рестайлинга в 2007 году.
AM General, проданный AMC в 1982 году, продолжает выпускать Humvee для американской армии. AM General также производила гражданский вариант H1 (ныне отменён) и H2. General Motors приобрела права на марку Hummer в 1999 году и в 2010 году была вынуждена отказаться от него в результате банкротства. Автомобили Jeep по-прежнему используют прежние эмблемы, введённые ещё AMC в 1970 году.

## Бывшие дочерние подразделения и недвижимость

### Дочерние предприятия
На протяжении своей истории American Motors приобрела и создала, а затем продала несколько дочерних компаний, некоторые из которых продолжают существовать и сегодня:
- Kelvinator — ранее являлась подразделением Nash-Kelvinator, продана American Motors в 1968 году White Consolidated Industries, впоследствии стала частью Electrolux.[84]
- Jeep — торговая марка, в настоящее время принадлежащая Chrysler Group. Многие из сегодняшних моделей Jeep основываются на комплектующих и стиле, разработанном AMC.
- AM General — в настоящее время входит в состав MacAndrews & Forbes Holdings и Renco Group. Он был преобразован в LLC в августе 2004 года.
- Wheel Horse — ныне в составе Toro Company.
- Beijing Jeep — был образован AMC в 1983 году для производства джипов в Китае. После слияния унаследован Chrysler.

### Недвижимость
- Штаб-квартира AMC (англ. AMC World Headquarters) (1954—1987)[85] — располагалась в Детройте по адресу 14250 Plymouth Road и была также известна, как Plymouth Road Office Center (PROC).

Здание было построено в 1926-27 годах Electric Refrigeration Corporation (впоследствии ставшей частью Nash-Kelvinator). Дизайн создан Амедео Леони (Amedeo Leoni), промышленный макет — Уоллесом МакКензи (Wallace McKenzie), а башня корпуса и промышленные объекты — Уильямом Э. Каппом (William E. Kapp). Трёхэтажное здание завода и четырёхэтажное административное здание являлись штаб-квартирой Nash-Kelvinator в 1937—1954 годах. Завод также выпускал холодильники и холодильное оборудование, электрические плиты, а также пропеллеры для американских самолётов во время Второй мировой войны.
Во время войны американский Военный департамент (U.S. War Department) заключил договор с Nash-Kelvinator о производстве 900 вертолётов Sikorsky R-6. Компания выпускала около 50 вертолётов в месяц. К моменту расторжения контракта в конце войны в общей сложности было выпущено 262 вертолёта. После слияния двух компаний, комплекс перешёл во владение Chrysler. В нём были развёрнуты испытательные центры и лаборатории. Примерно треть территории, площадью 139 тыс. м², используется для инженерных и компьютерных функций.
В 2007 году в комплексе было занято более 1600 человек, которые в середине 2009 года были переведены в Chrysler Technology Center. Chrysler выставил на продажу PROC в начале 2010 года.
- American Center — штаб-квартира AMC в Саузфилде, штат Мичиган. Действует до сих пор. В настоящее время офисные помещения 25-этажного здания сдаются в аренду различным организациям и компаниям. Площадь комплекса составляет 16,3 тыс. м².[88]
- Южные заводы Толидо (англ. Toledo South Assembly Plants) — снесены Chrysler в 2007 году.
- Кузница Толидо (англ. Toledo Forge) — снесена Chrysler в 2007 году.
- Brampton Assembly and Satellite Stamping Plants[89] — в настоящее время используется Chrysler. Строительство комплекса площадью 232 тыс. м² обошлось AMC в 260 млн $ (549,7 млн $ в ценах 2011 года[8]). Он был введён в строй в 1986 году и входил в состав American Motors Canada, Inc. Изначально комплекс проектировался для производства нового Eagle Premier. В настоящее время на заводе собираются автомобили Chrysler LX-серии, включая Chrysler 300 и Dodge Charger. Также выпускается немного модифицированная версия lX-серии, получившая индекс LC, включающая Dodge Challenger.
- Главный завод в Кеноше (англ. Kenosha "Main" Plant) — располагающийся на 52nd Street и 30th Avenue продолжает выпускать двигатели для автомобилей Chrysler. Этот завод планировалось закрыть в сентябре 2010 года в рамках процедуры банкротства Chrysler LLC в результате кризиса автомобильной промышленности.[90]
- Canadian Fabricated Products Ltd — создана AMC в 1971 году как часть AMC Canada, Ltd., в Стратфорде, Онтарио. Продана DaimlerChrysler в 1994 году, выпускает автомобильные интерьеры.
- Guelph Products — также являлось частью AMC Canada, Ltd. в Гуэльфе, Онтарио. Открыта в 1987 году, продана Chrysler в 1993 году; в прошлом поставляла пластиковые комплектующие для заводов в Бремптоне.
- Coleman Products Corporation — подразделение AMC в Коулмене, штат Висконсин. Выпускало жгуты проводов для AMC и других автомобильных фирм.
- Evart Products Co. — подразделение AMC в Эварте, штат Мичиган. Завод был основан в 1953 году, первоначально на нём было занято 25 рабочих; впоследствии их число увеличилось более чем до 1200 человек, таким образом, завод стал крупнейшим работодателем в округе Оцеола.[91] На этой фабрике производились литые пластмассовые детали (в частности, радиаторные решётки) для AMC (обеспечивавшая 90 % их нужд[92]) и других производителей. В 1966 году был построен Products Wire Harness.[91] После слияния AMC с Chrysler, завод стал собственностью Collins & Aikman.[91]
- Mercury Plastics Co. — завод был приобретён AMC в 1973 году. Компания выпускала пластиковые детали для AMC.[93]
- Windsor Plastics Co. — располагалась в Эвансвилле, штат Индиана и была приобретена в 1970 году. Выпускала пластиковые детали для автомобильной промышленности и других отраслей. В 1982 году она была приобретена Guardian Industries и переименована в Guardian Automotive Trim, Inc. В настоящее время функционирует и по-прежнему производит детали из пластмассы.[94]
- Полигон AMC (англ. The AMC Proving Grounds) — имел 1,2 км² и располагался в Бёрлингтоне, штат Висконсин. Первоначально он являлся испытательным треком Nash и впоследствии стал использоваться для испытаний Jeep (после приобретения этой марки AMC в 1970-х годах). Полигон вышел из употребления после слияния с Chrysler в 1987 году. Некоторое время на полигоне располагалось инженерное оборудование для исследований MGA.[95] В настоящее время он сдаётся Национальной администрации по безопасности дорожного движения (NHTSA) для съёмок фильмов и рекламных роликов.[96]
- Axle tooling equipment — продана Dana Corp. в 1985 году. Функционирует до сих пор, выпускает оси для автомобилей, в том числе для AM General Hummer H1.[97]
- Holmes Foundry, Ltd. — один из крупнейших заводов AMC, ныне снесённый. Располагался в Онтарио, Канада. Основан в 1918 году Дж. С. Блантом (J. S. Blunt) под названием Holmes Blunt Limited. В прошлом Ford Motor Company заключала контракты с фабрикой на поставку блоков двигателей. Завод имел репутацию грязного и опасного места работы. В 1962 году AMC заключила контракт с Holmes Foundry, Ltd. на поставку головок блоков с цилиндрами.[98] В июне 1970 года фабрика становится собственностью AMC в результате приобретения 100 % акций.[99] До октября 1981 года Holmes Foundry являлась дочерним предприятием American Motors, Canada. Производственная деятельность была свёрнута 16 сентября 1988 года. Загрязняющие окружающую среду объекты были снесены к 2005 году для строительства участка шоссе на месте фабрики.[100]
- Kenosha «Lakefront» Plant — завод AMC в центре города Кеноша, вдоль озера Мичиган. Ныне снесён, а площадь передана под новое строительство. Построенный в 1954 году, он имел площадь 296,8 тыс. м² и производственные мощности в 350 тыс. автомобилей.[101] Завод двигателей, находящийся в центре города, в настоящее время используется Chrysler. Завод должен был прекратить своё существование в рамках банкротства Chrysler.
- Milwaukee Body Plant — имел площадь 149 тыс. м²,[101] ранее принадлежал Nash. В период существования AMC фабрика доставляла проблемы компании; например, в 1961 году Джордж Ромни собирался закрыть завод и уволить 9000 человек из-за проблем с рабочими.[102] Фабрика сохранила до слияния с Chrysler, позднее была снесена.
- Danforth Ave Plant — унаследован от Nash. Приобретён в 1946 году у Ford of Canada. Первый построенный в Канаде автомобиль марки Nash сошёл с конвейера в апреле 1950 года. После образования American Motors в 1954 году, на заводе собирались машины Nash, Hudson Rambler (2- и 4-дверные седаны), Nash Canadian Statesman и Hudson Wasp (4-дверный седан). В 1956 году образована American Motors (Canada) Limited. Завод был закрыт в июле 1957 года.
- Tilbury Assembly Plant — унаследован от Hudson Motor Car Company. Имел контракты с CHATCO Steel Products. Производство автомобилей марки Hudson прекращено в 1955 году.
- South Charleston Stamping Plant — завод в Южном Чарльстоне, штат Западная Вирджиния. Выпускал штампованные детали для AMC. В 1978 году приобретён Volkswagen of America для поставок деталей на свой сборочный завод в Уэстморленде[103] и продан Park Corporation of Cleveland, OH в 1988 году. В октябре 2006 года последний арендатор завода, Union Stamping and Assembly, объявил о своём банкротстве.

## Легковые автомобили AMC
Субкомпакты (subcompact):
- 1955—1962: Metropolitan[104]
- 1970—1978: AMC Gremlin[105]
- 1979—1983: AMC Spirit

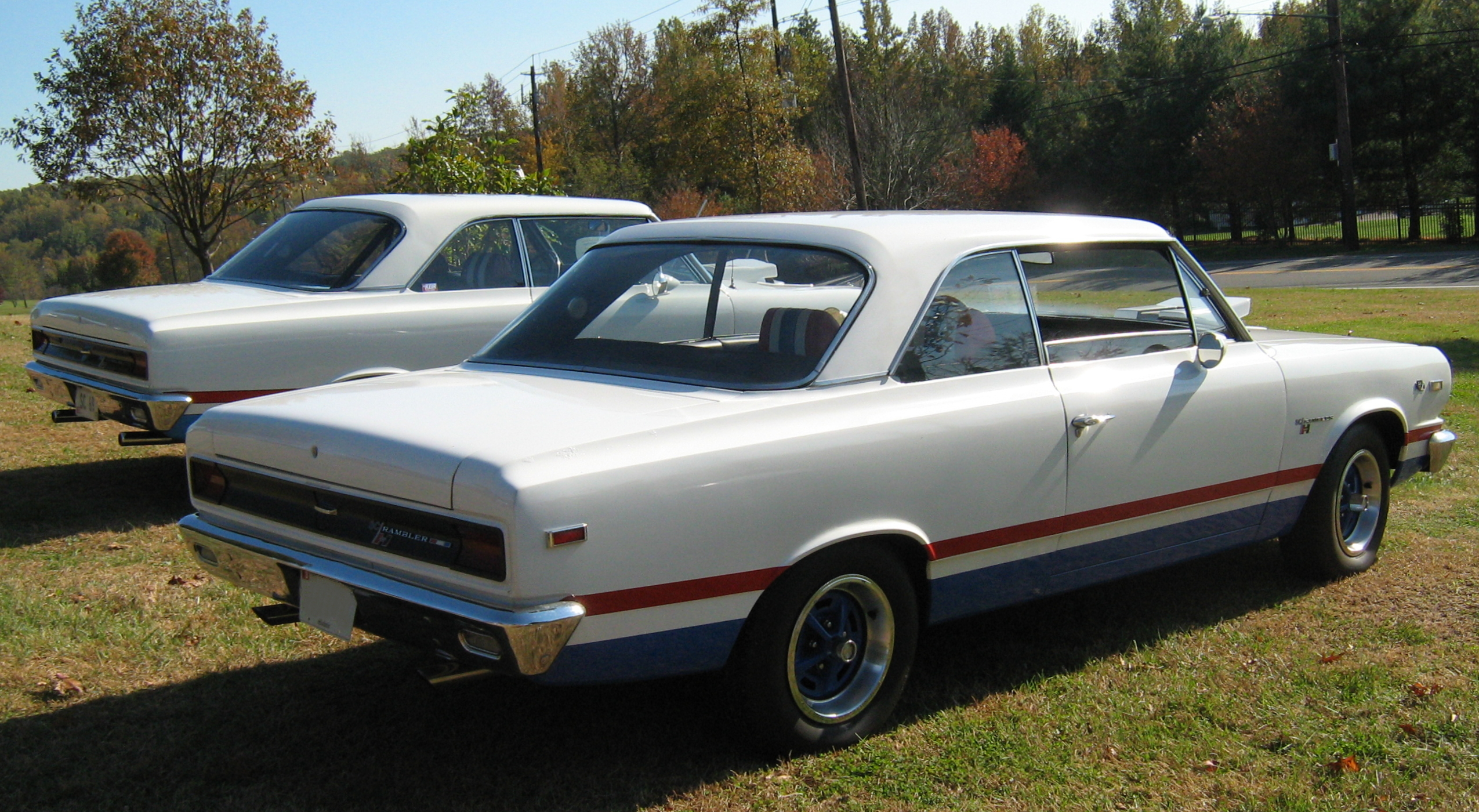
SC/Rambler 1969 года

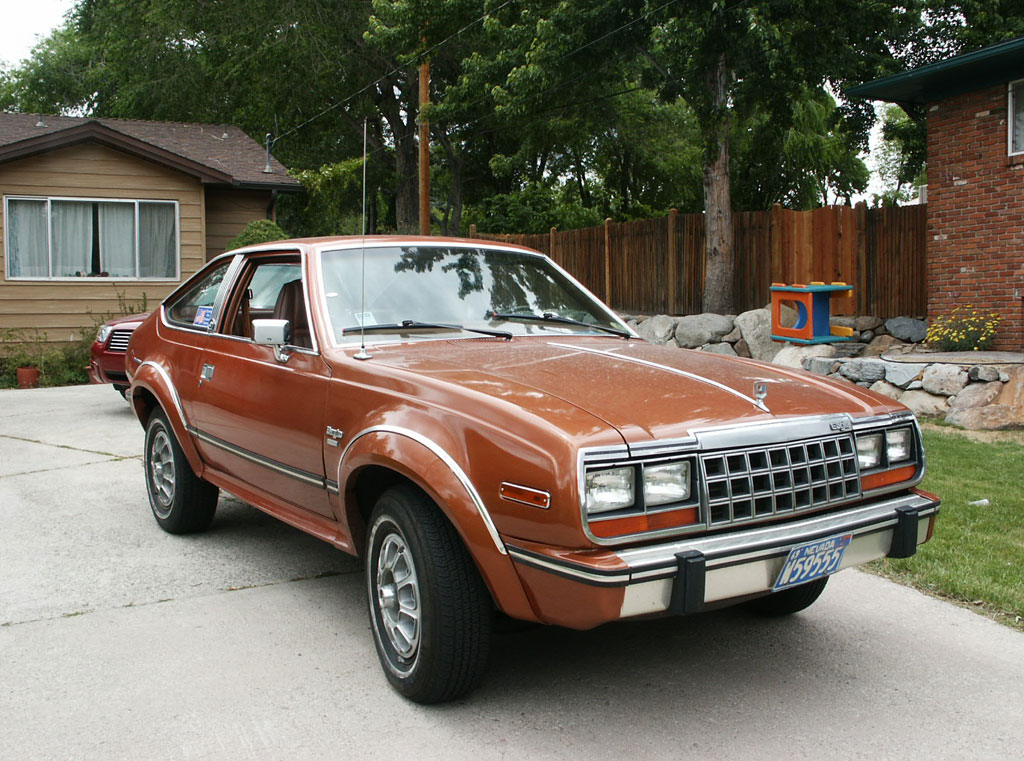
Eagle SX/4 1982 года

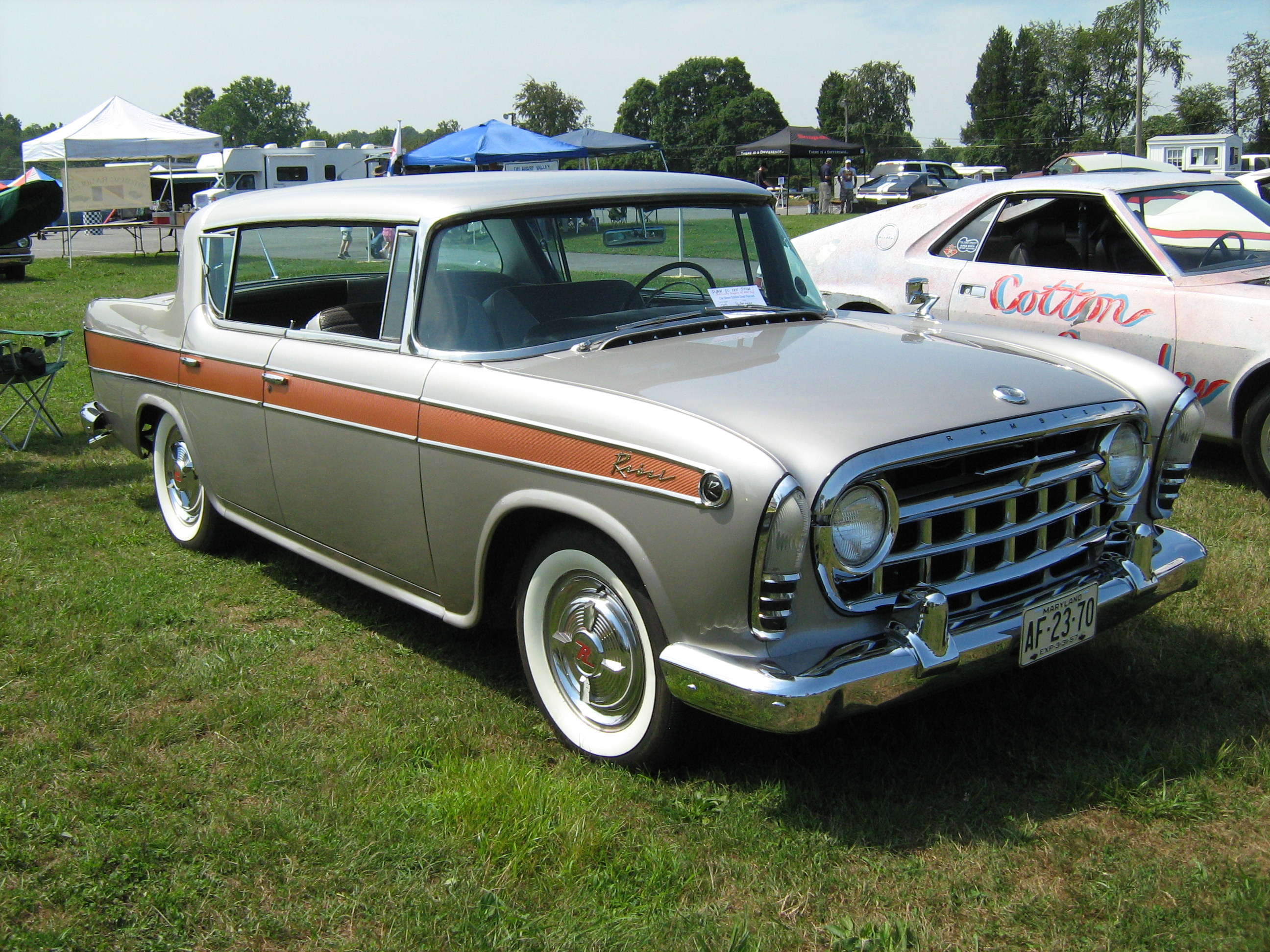
Rambler Rebel 1957 года

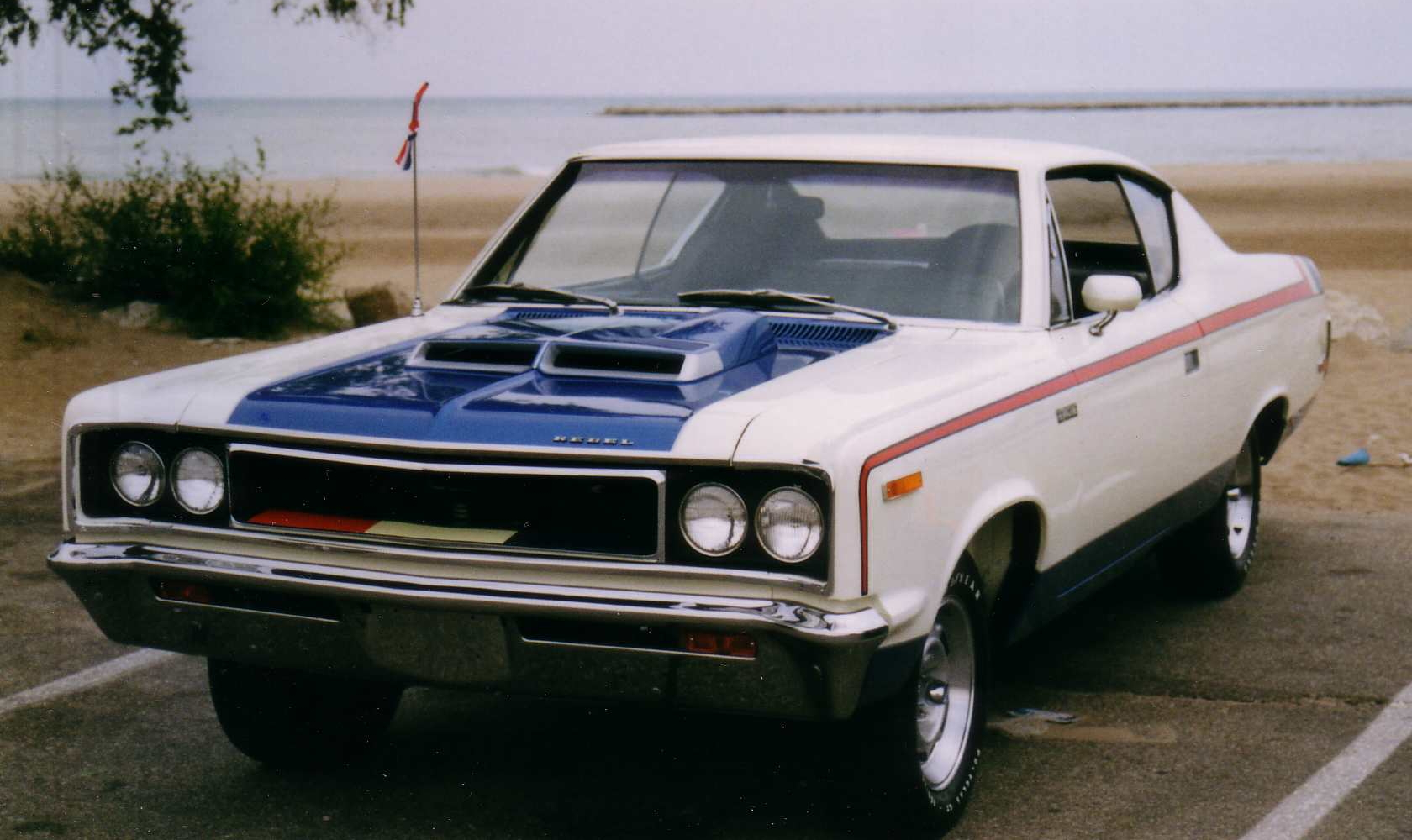
The Machine 1970 года

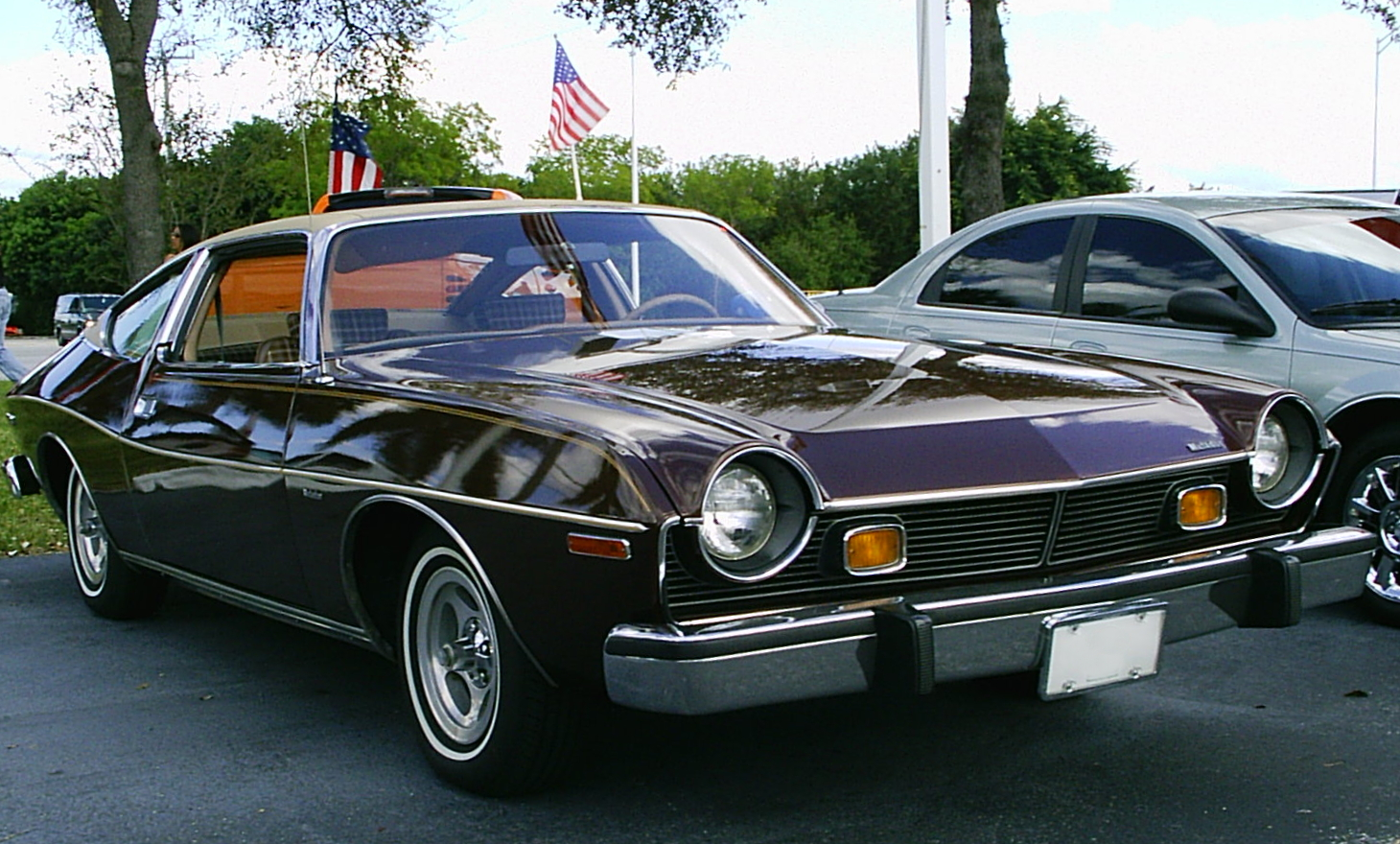
Matador coupe 1976 года

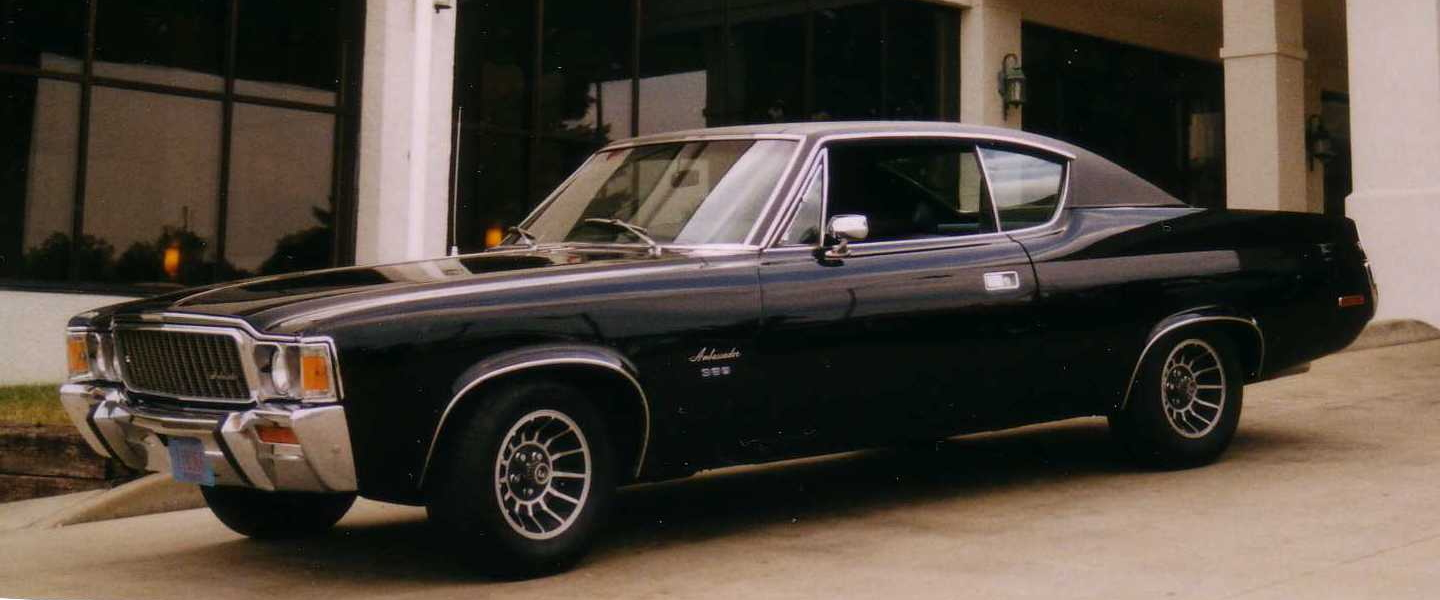
Ambassador 1971 года

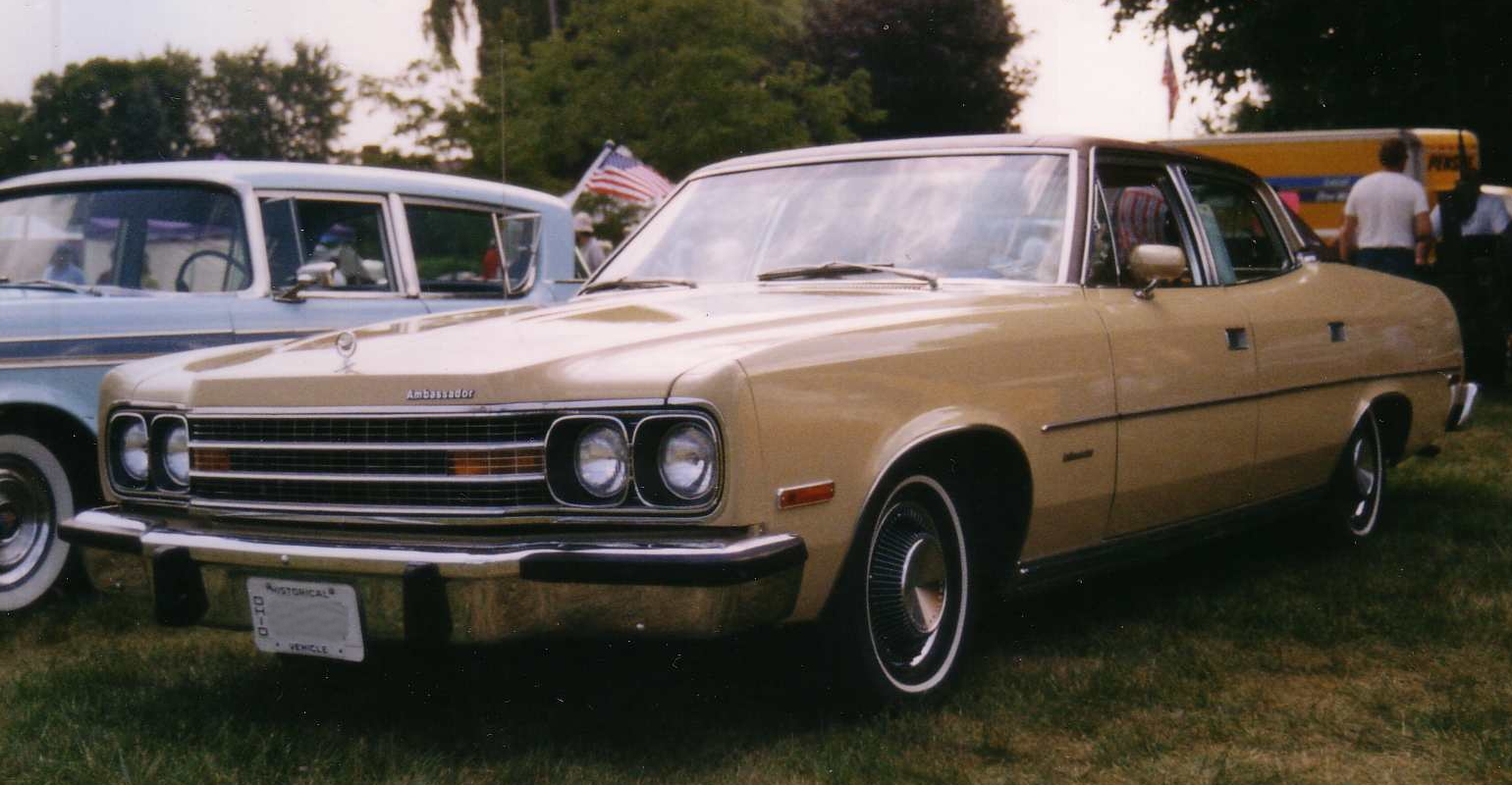
Ambassador 1974 года

- 1981—1983: AMC Eagle (SX/4 и Kammback)
- 1983—1987: Renault Alliance — базирующийся на Renault 9.
- 1984—1987: Renault Encore — базирующийся на Renault 11.

Компактные (compact):
- 1955—1956: Nash Rambler/Hudson Rambler
- 1957: Rambler Six/Rambler Rebel
- 1958—1969: Rambler American/AMC Rambler
- 1968—1970: AMC AMX
- 1968—1974: AMC Javelin
- 1970—1977: AMC Hornet
- 1975—1980: AMC Pacer
- 1978—1983: AMC Concord

Кроссоверы (crossover):
- 1980—1988: AMC Eagle

Среднеразмерные (mid-size):
- 1958—1960: Rambler Six/Rambler Rebel
- 1961—1966: Rambler Classic
- 1958—1964: Rambler Ambassador (в 1958—1962 годах также известен как «Ambassador by Rambler»)
- 1965—1966: Rambler/AMC Marlin
- 1967—1970: Rambler/AMC Rebel
- 1971—1978: AMC Matador

Полноразмерные (full-size):
- 1955—1956: Hudson Wasp
- 1955—1956: Nash Statesman
- 1955—1957: Hudson Hornet
- 1955—1957: Nash Ambassador
- 1965—1974: Rambler/AMC Ambassador
- 1967: AMC Marlin
- 1988—1992: Eagle Premier

## Двигатели AMC
1953—1956:

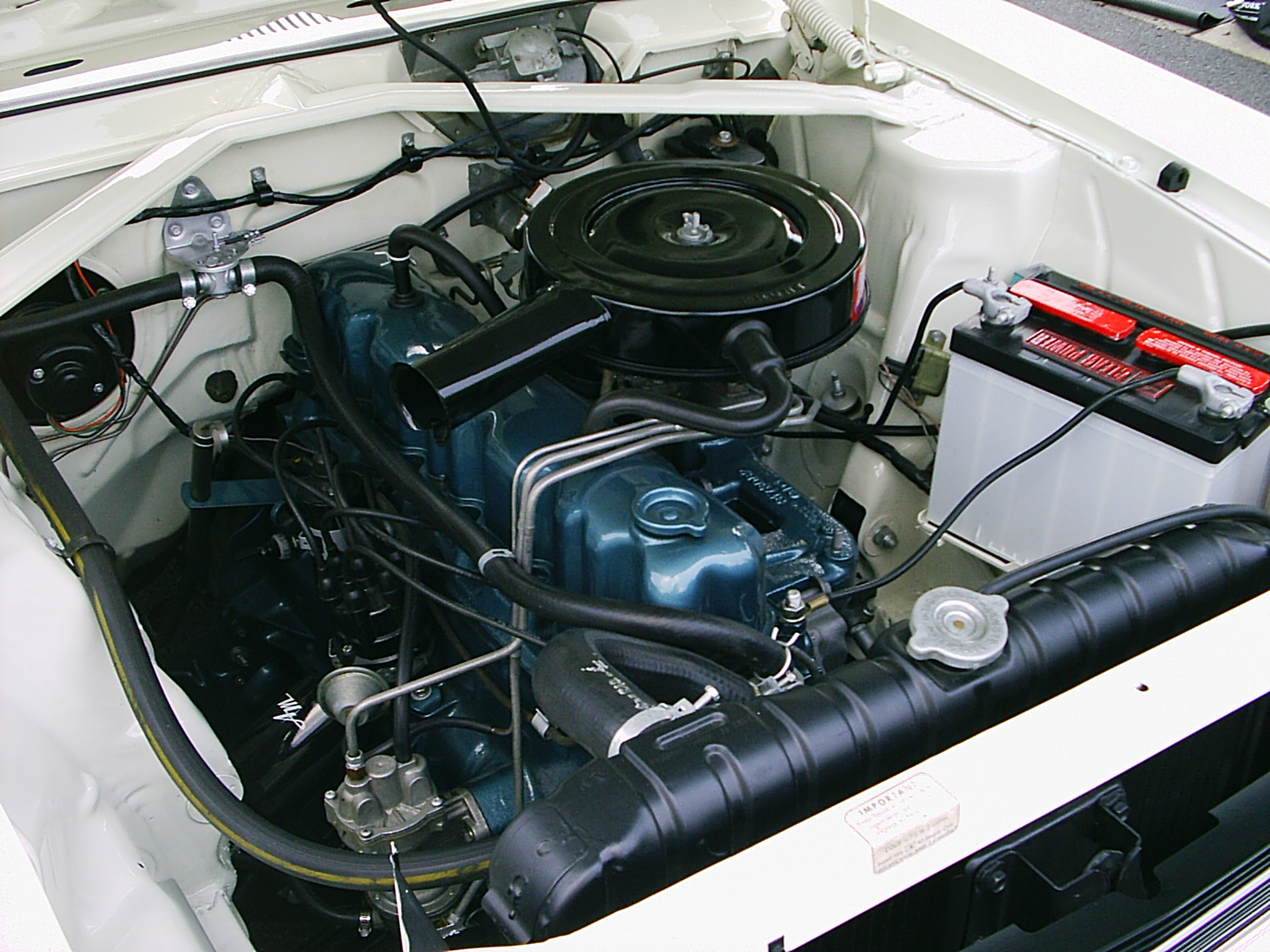
199 шестицилиндровый

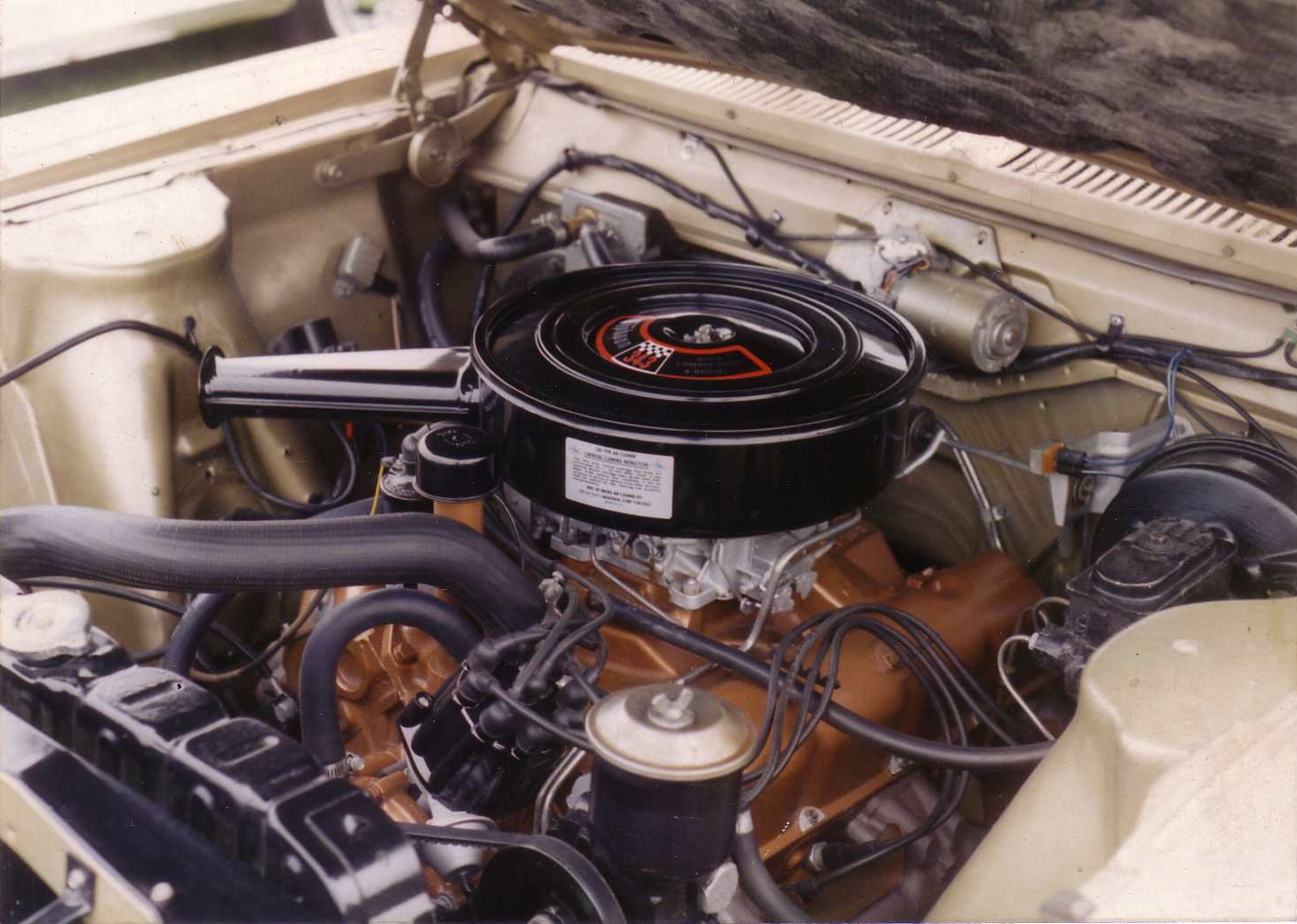
343 4-bbl V8

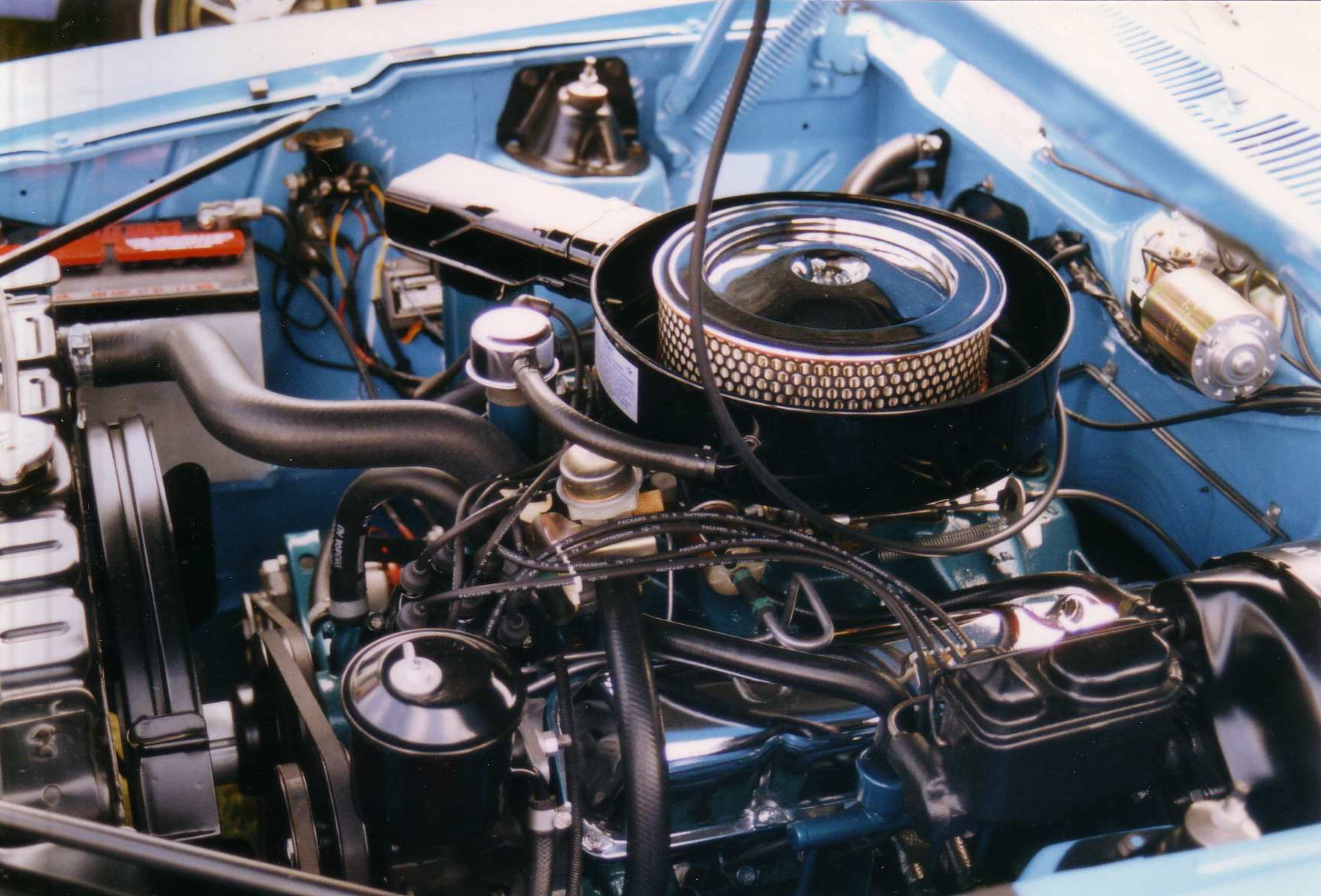
390 Go Pac V8

- 184 куб. дюймов (3,0 л) Nash I6 (Rambler)
- 196 куб. дюймов (3,2 л) Nash «L-head» I6 (Rambler)
- 252 куб. дюймов (4,1 л) Nash I6
- 320 куб. дюймов (5,2 л) Packard V8
- 352 куб. дюймов (5,8 л) Packard V8 (использовался только в 1956)

1956—1966:
- 196 куб. дюймов (3,2 л) Rambler I6 («L-head» и OHV-версия прекращены в 1965)
- 199 куб. дюймов (3,3 л) Typhoon Six I6 (начат с 1966)
- 232 куб. дюймов (3,8 л) Typhoon Six I6 (начат с 1964)
- 250 куб. дюймов (4,1 л) AMC V8 (прекращён в 1961)
- 287 куб. дюймов (4,7 л) AMC V8 (начат с 1963)
- 327 куб. дюймов (5,4 л) AMC V8 (также использовался Kaiser Jeep в 1965—1967)

1967—1970:
- 199 куб. дюймов (3,3 л) Typhoon Six I6
- 232 куб. дюймов (3,8 л) Typhoon Six I6
- 290 куб. дюймов (4,8 л) AMC V8 (прекращён в 1969)
- 304 куб. дюймов (5,0 л) AMC V8 (начат с 1970)
- 343 куб. дюймов (5,6 л) AMC V8 (прекращён в 1969)
- 360 куб. дюймов (5,9 л) AMC V8 (начат с 1970)
- 390 куб. дюймов (6,4 л) AMC V8

1971—1980:
- 121 куб. дюймов (2,0 л) AMC I4
- 232 куб. дюймов (3,8 л) AMC I6
- 258 куб. дюймов (4,2 л) AMC I6
- 304 куб. дюймов (5,0 л) AMC V8
- 360 куб. дюймов (5,9 л) AMC V8 (до 1978 года для легковых машин и до 1991 года для Jeep)
- 401 куб. дюймов (6,6 л) AMC V8 (до 1974 года; для полиции — до 1975 года)

1980—1983:
- 151 куб. дюймов (2,5 л) Pontiac Iron Duke I4
- 258 куб. дюймов (4,2 л) AMC I6

1984—1986:
- 2,5 л (150 куб. дюймов) AMC I4
- 258 куб. дюймов (4,2 л) AMC I6

1987:
- 2,5 л (150 куб. дюймов) AMC I4
- 258 куб. дюймов (4,2 л) AMC I6
- 4,0 л (242 куб. дюймов) AMC I6

1988—1989:
- 2.5 л (150 куб. дюймов) AMC I4
- 258 куб. дюймов (4,2 л) AMC I6
- 3,0 л (183 куб. дюймов) PRV V6